# Estructura de tierra

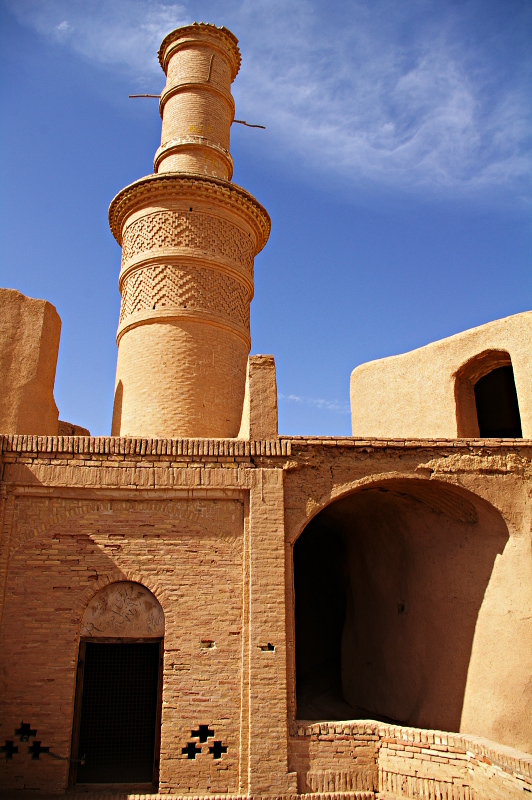
Antiguo minarete de adobe en el pueblo de Kharanagh (Irán)

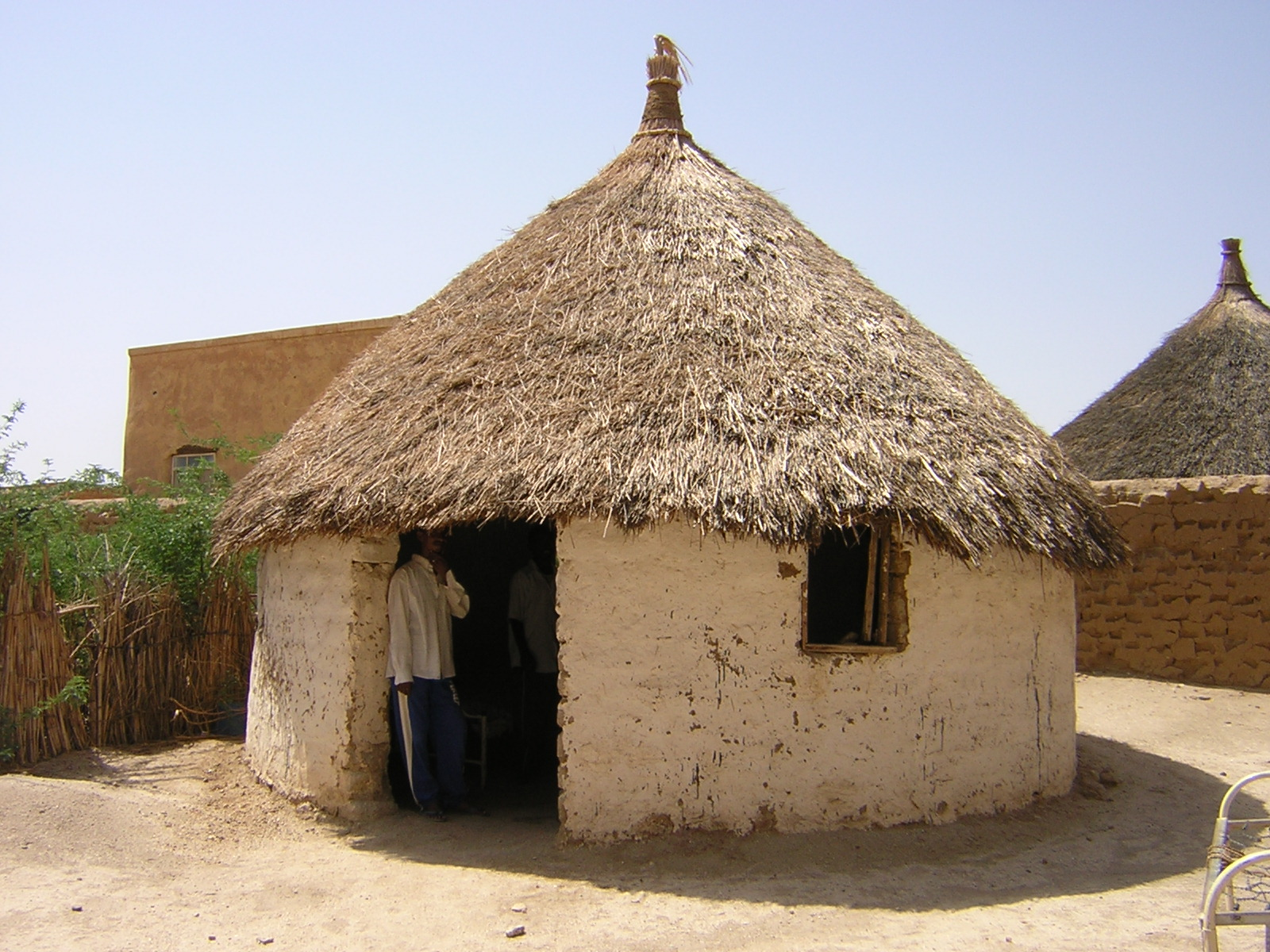
Choza de tierra con tejado de paja en Toteil, cerca de Kasala (Sudán)

Tipos de suelo según la composición de arcilla, limo y arena utilizada por el USDA

Una estructura de tierra es un edificio u otra construcción realizada en gran parte con tierra. Dado que la tierra es un material ampliamente disponible, se ha utilizado en la construcción desde la prehistoria. Puede combinarse con otros materiales, comprimirse y/o cocerse para añadir resistencia.
La tierra sigue siendo un material económico para muchas aplicaciones y puede tener un bajo impacto medioambiental tanto durante como después de la construcción.
Los materiales de las estructuras de tierra pueden ser tan simples como el barro o el barro mezclado con paja para hacer cob. También pueden construirse viviendas robustas con tepe. La tierra puede estabilizarse añadiendo cal o cemento y compactarse para obtener tierra apisonada. La construcción es más rápida con adobe preformado o ladrillos de barro, bloques de tierra comprimida, sacos de tierra o ladrillos de arcilla cocida.
Entre los tipos de estructuras de tierra se incluyen los refugios de tierra, en los que una vivienda está total o parcialmente incrustada en el suelo o encerrada en tierra; un ejemplo de ello son las cabañas de tierra de los nativos americanos. Las casas de barro y adobe utilizan una "zarza" de palos entrelazados para dar estabilidad a las paredes de barro. Las casas de tepes se construyeron en la costa noroeste de Europa y, más tarde, por los colonos europeos en las praderas norteamericanas. Los edificios de adobe o de ladrillo de barro se construyen en todo el mundo y entre ellos hay casas, edificios de apartamentos, mezquitas e iglesias. Los Tulou de Fujian son grandes edificios fortificados de tierra apisonada en el sureste de China que albergan hasta 80 familias. Otros tipos de estructuras de tierra son los montículos y pirámides utilizados con fines religiosos, los diques, los muros de contención de tierra mecánicamente estabilizada, las fortalezas, las trincheras y las presas de terraplén.

## Suelo
El suelo se forma a partir de rocas erosionadas química o físicamente, transportadas, depositadas y precipitadas. Las partículas del suelo son arena, limo y arcilla. Las partículas de arena son las más grandes, de 2 a 0,05 milímetros de diámetro y las de arcilla las más pequeñas, de menos de 0,002 milímetros de diámetro. Tanto la arena como el limo son en su mayoría partículas de roca inerte, como cuarzo, calcita, feldespato y mica.
Las arcillas suelen ser minerales filosilicatos con una estructura en forma de lámina. Las partículas de arcilla, muy pequeñas, interactúan entre sí física y químicamente. Incluso una pequeña proporción de arcilla afecta a las propiedades físicas del suelo mucho más de lo que cabría esperar. Arcillas como la caolinita no se dilatan ni se contraen al mojarse o secarse y son útiles para fabricar ladrillos. Otras, como las esmectitas, se dilatan o contraen considerablemente al mojarse o secarse y no son adecuadas para la construcción.
La marga es una mezcla de arena, limo y arcilla en la que no predomina ninguno. Los suelos reciben distintos nombres en función de las proporciones relativas de arena, limo y arcilla, como "franco limoso", "arcilla limosa" y "limo arcilloso". La construcción en franco, denominada construcción en adobe cuando utiliza ladrillos de arcilla sin cocer, es una antigua tecnología de construcción. Se utilizó en las primeras civilizaciones del Mediterráneo, Egipto y Mesopotamia, en los valles de los ríos Indo, Ganges y Amarillo y en América Central y del Sur. En 2005, unos 1.500 millones de personas vivían en casas construidas con arcilla.
En los últimos años, el interés por la construcción en marga ha resurgido en el mundo desarrollado. Se considera una forma de minimizar el uso de combustibles fósiles y la contaminación, sobre todo de dióxido de carbono, durante la fabricación y de crear un entorno vital confortable gracias a la gran masa y absorción del material. Las dos tecnologías principales son la tierra estampada o apisonada, arcilla o limo, llamada pise de terre en francés y el adobe, que suele utilizar ladrillos secados al sol hechos con una mezcla de barro y paja.

## Materiales

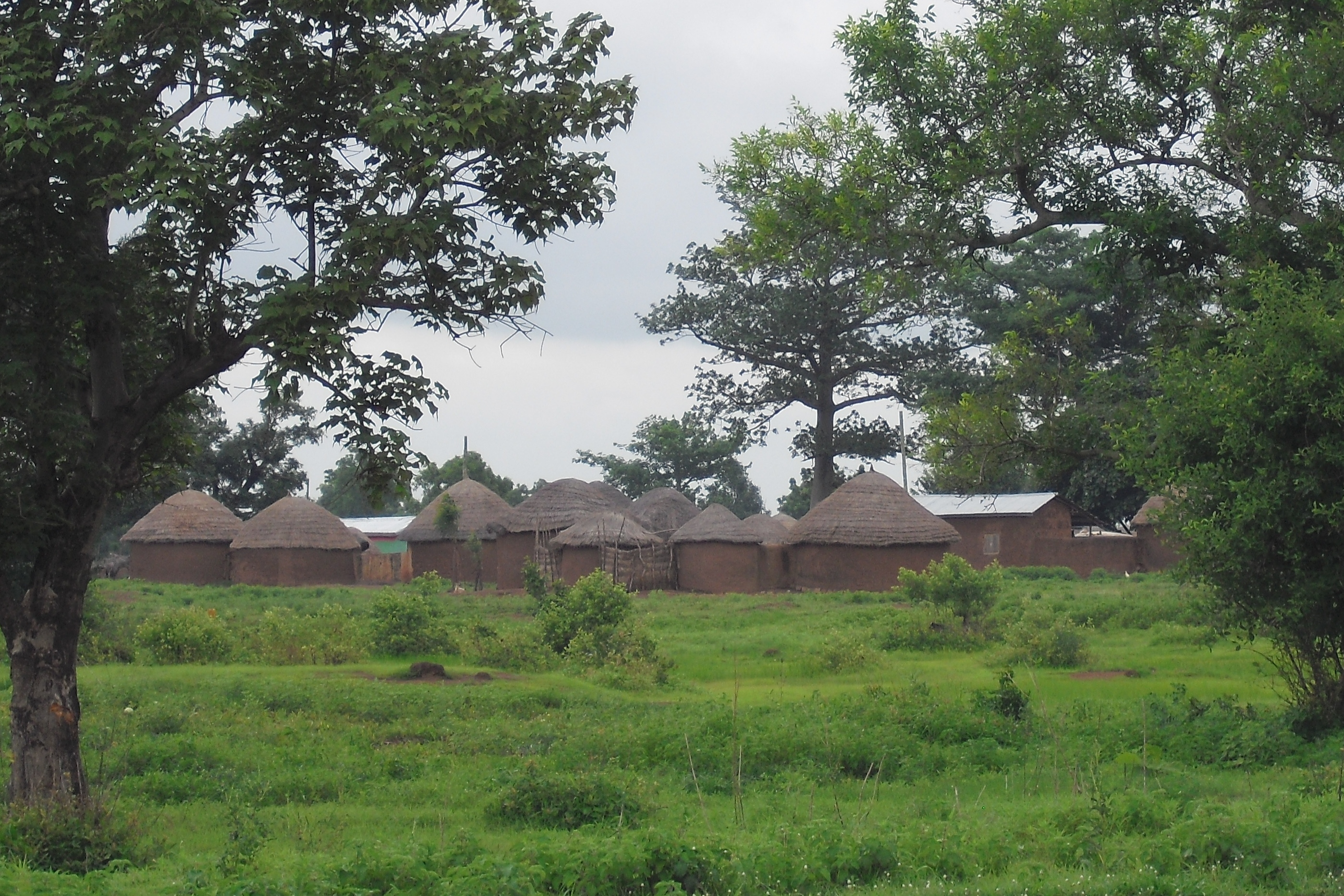
Casas tradicionales redondas de barro y paja que forman un complejo familiar cerca de Tamale (Ghana)

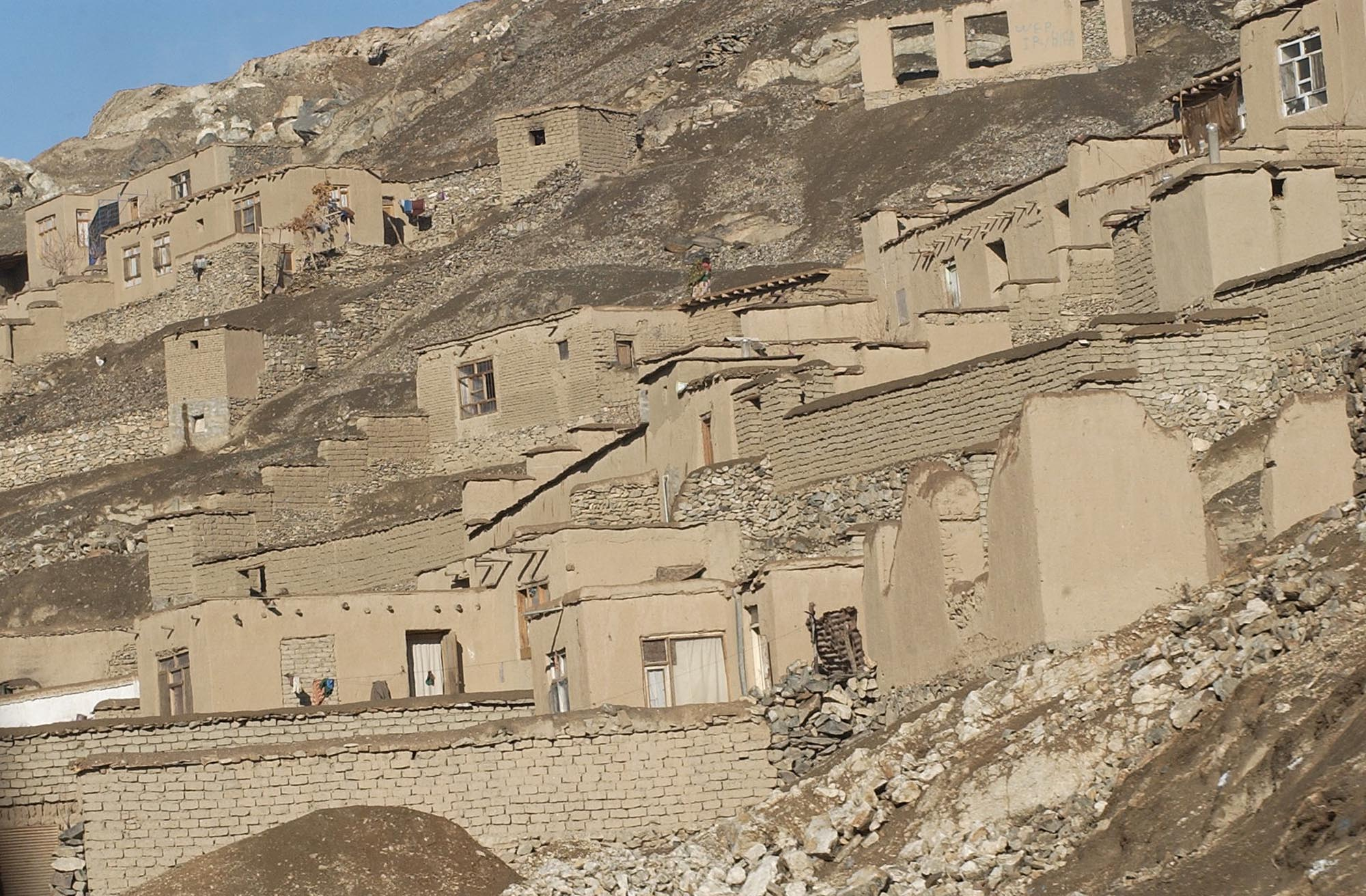
Casas de barro en Kandahar (Afganistán)

La tierra suele requerir algún tipo de procesamiento para su uso en la construcción. Puede combinarse con agua para hacer barro, puede añadirse paja, puede utilizarse algún tipo de material estabilizador como cal o cemento para endurecer la tierra y puede compactarse para aumentar su resistencia.

### Barro
La construcción con adobe es uno de los métodos más antiguos para levantar muros. El barro húmedo se forma a mano para formar la base de un muro y se deja secar. Se añade más barro y se deja secar para formar hiladas sucesivas hasta completar el muro. En el caso del barro empapado, se rellena un molde hecho a mano con barro más húmedo y se deja secar. En Irán, los muros de barro empapado se denominan construcción chine. Cada hilada tiene un grosor de 460 a 610 mm y una altura de 460 a 610 mm. Esta técnica suele emplearse en muros de jardines, pero no en la construcción de viviendas, presumiblemente por la preocupación que suscita la resistencia de los muros construidos de este modo. Una desventaja de este método es que se puede perder mucho tiempo esperando a que se seque cada hilada. Otra técnica, utilizada en zonas donde abunda la madera, consiste en construir una casa con armazón de madera y rellenarla de barro, principalmente para aislarla. En algunas zonas de Inglaterra se utilizó una técnica similar con el cob.

### Cob

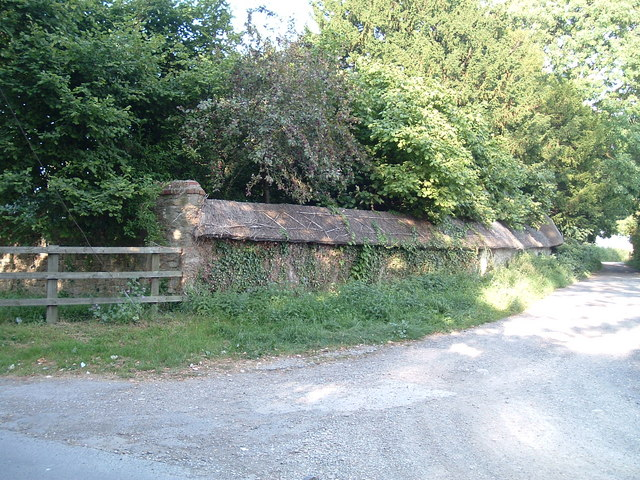
Muro de adobe en Harwell, Oxfordshire (Inglaterra), con cientos de años de antigüedad, cubierto de paja para protegerlo del agua.

El adobe, a veces denominado "adobe monolítico", es un material de construcción natural hecho de tierra que incluye arcilla, arena o pequeñas piedras y un material orgánico como la paja. Los muros de adobe suelen construirse en hiladas, no tienen juntas de mortero y necesitan un 30% o más de arcilla en el suelo. Puede utilizarse como relleno en edificios de postes y vigas, pero suele emplearse para muros de carga y puede soportar hasta dos pisos. Un muro de cob debe tener un grosor mínimo de 410 mm y la proporción entre anchura y altura no debe ser superior a uno por cada diez. Normalmente se enluce por dentro y por fuera con una mezcla de cal, tierra y arena. El cob es ignífugo y su masa térmica ayuda a estabilizar las temperaturas interiores. Las pruebas han demostrado que el cob tiene cierta resistencia a la actividad sísmica. Sin embargo, es posible que los códigos de construcción de los países desarrollados no reconozcan el cob como material aprobado.

### Tepe o terrón

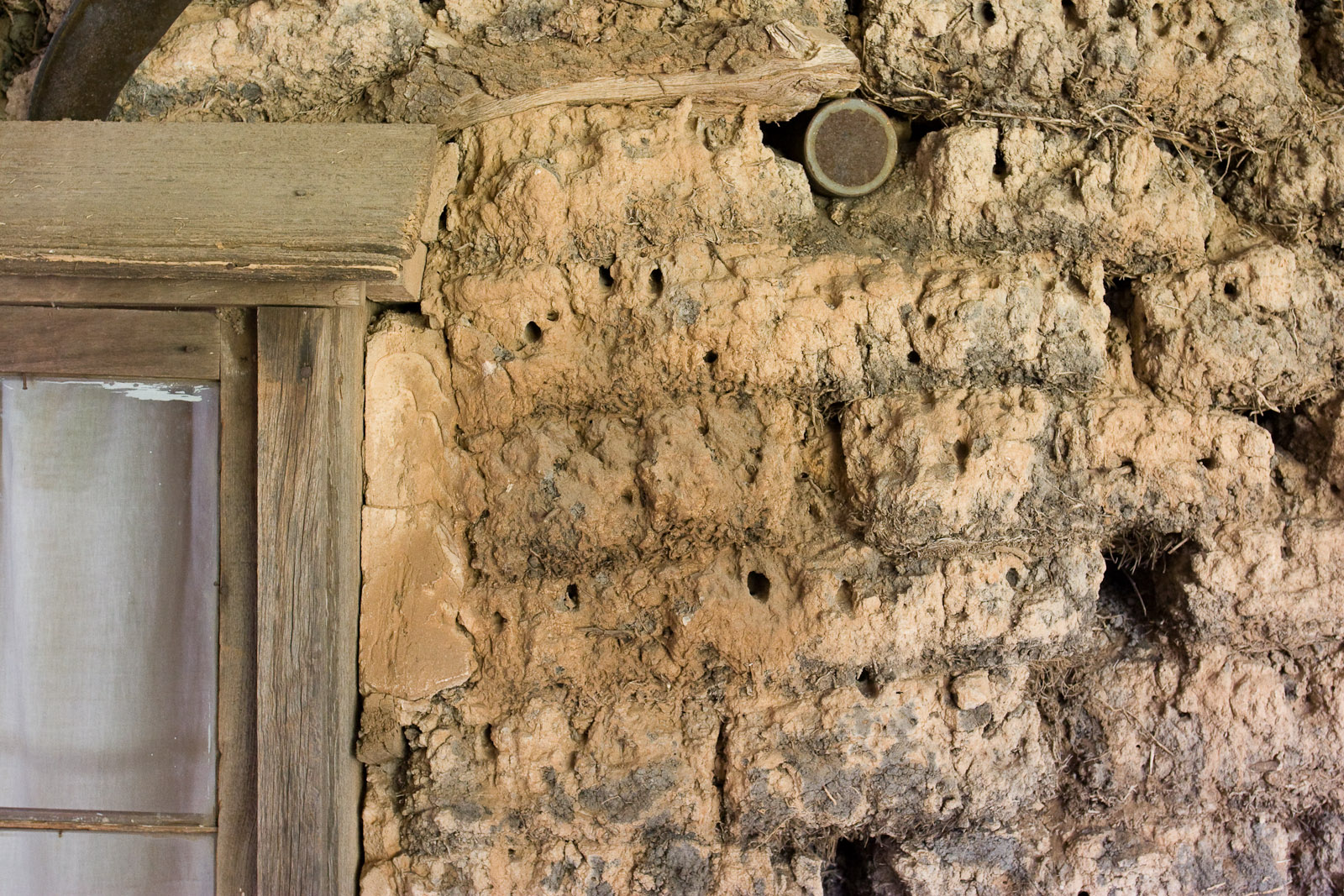
Ladrillos de tepes en el muro de una casa

Los ladrillos de tepe cortados, llamados terrones, pueden utilizarse para hacer muros resistentes y duraderos. El terrón se corta de la tierra que tiene una gruesa capa de raíces de hierba, que puede encontrarse en las tierras del fondo de los ríos. Se coloca de canto para que se seque antes de utilizarlo en la construcción. Los colonos europeos de las praderas norteamericanas descubrieron que el tepe con menos probabilidades de deteriorarse a causa de las heladas o la lluvia procedía de los lodazales secos. En Irlanda, Escocia e Islandia, donde aún se pueden encontrar algunas casas de tepe, este material se utilizaba mucho en las paredes de las casas. Una casa de tepe puede durar cincuenta años o más si se mantiene bien en un clima frío. Los islandeses consideran que el césped de mejor calidad es el Strengur, los 5 centímetros superiores del tepe.

### Tierra estabilizada
La arcilla suele ser dura y resistente cuando está seca, pero se ablanda mucho cuando absorbe agua. La arcilla seca ayuda a mantener unido un muro de tierra, pero si el muro está expuesto directamente a la lluvia o al agua que se filtra desde el tejado, puede saturarse. La tierra puede "estabilizarse" para hacerla más resistente a la intemperie. La práctica de estabilizar la tierra mediante la adición de cal quemada tiene siglos de antigüedad. También se puede añadir cemento Portland o betún a la tierra destinada a la construcción, lo que añade resistencia, aunque la tierra estabilizada no es tan resistente como la arcilla cocida o el hormigón. También se pueden utilizar mezclas de cemento y cal o puzolana y cal, para la estabilización.
Preferiblemente, el contenido de arena del suelo será del 65%- 75%. Los suelos con bajo contenido en arcilla o con no más de un 15% de arcilla no expansiva, son adecuados para la tierra estabilizada. El porcentaje de arcilla puede reducirse añadiendo arena, si se dispone de ella. Si hay más de un 15% de arcilla puede hacer falta más de un 10% de cemento para estabilizar el suelo, lo que aumenta el coste. Si la tierra contiene poca arcilla y contiene un 10% o más de cemento, es en efecto hormigón. El cemento no es especialmente respetuoso con el medio ambiente, ya que el proceso de fabricación genera grandes cantidades de dióxido de carbono. La tierra estabilizada de baja densidad será porosa y débil. Por lo tanto, la tierra debe compactarse bien con una máquina que haga bloques, bien dentro del muro mediante la técnica de la "tierra apisonada".

### Tierra apisonada

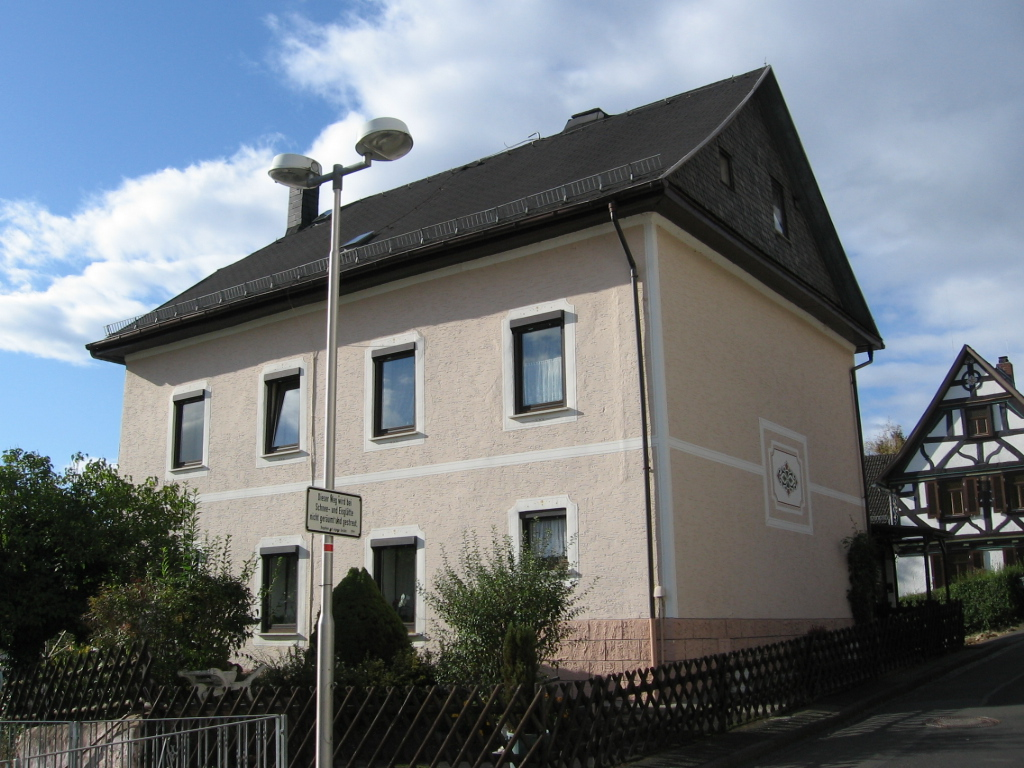
Antigua escuela construida con tierra apisonada en 1836-37 en Braunfels, Hesse (Alemania)

La tierra apisonada es una técnica de construcción de muros que utiliza materias primas naturales como tierra, tiza, cal o grava. Los muros de tierra apisonada se construyen colocando tierra húmeda en un encofrado provisional. La tierra se compacta manual o mecánicamente y luego se retira el encofrado. La tierra apisonada suele fabricarse sin mucha agua, por lo que no necesita mucho tiempo para secarse a medida que se levanta el edificio. Es susceptible a la humedad, por lo que debe colocarse sobre una capa que impida el ascenso de la humedad, debe techarse o cubrirse para impedir la entrada de agua desde arriba y puede necesitar protección mediante algún tipo de enlucido, pintura o revestimiento.
En China, los muros de tierra apisonada fueron construidos por el pueblo de Longshan entre el 2600 y el 1900 a. C., durante el periodo en que aparecieron las primeras ciudades en la región. Los gruesos muros inclinados de tierra apisonada se convirtieron en una característica de los monasterios budistas tradicionales de todo el Himalaya y llegaron a ser muy comunes en zonas del norte de la India como Sikkim. La técnica se extendió a Oriente Próximo y al norte de África y la ciudad de Cartago se construyó con tierra apisonada. Desde allí, los romanos trajeron la tecnología a Europa. Las estructuras de tierra apisonada pueden ser duraderas. La mayor parte de la Gran Muralla China se construyó con tierra apisonada, al igual que la Alhambra del Reino de Granada. En el norte de Europa hay edificios de tierra apisonada de hasta siete pisos y doscientos años de antigüedad.

### Hormigón
Los romanos fabricaron un hormigón duradero, lo bastante resistente como para soportar muros de carga. La argamasa incluía cal y puzolana, un material volcánico que contribuía significativamente a su resistencia. Las estructuras romanas de hormigón, como el Coliseo, terminado en el año 80 d. C., siguen en pie. Su longevidad puede explicarse por el hecho de que los constructores utilizaban una mezcla relativamente seca de mortero y áridos y la compactaban a golpes para eliminar las bolsas de aire. Aunque derivan de productos de la tierra, las estructuras de hormigón no suelen considerarse estructuras de tierra.

## Unidades de construcción

### Ladrillo de barro o adobe

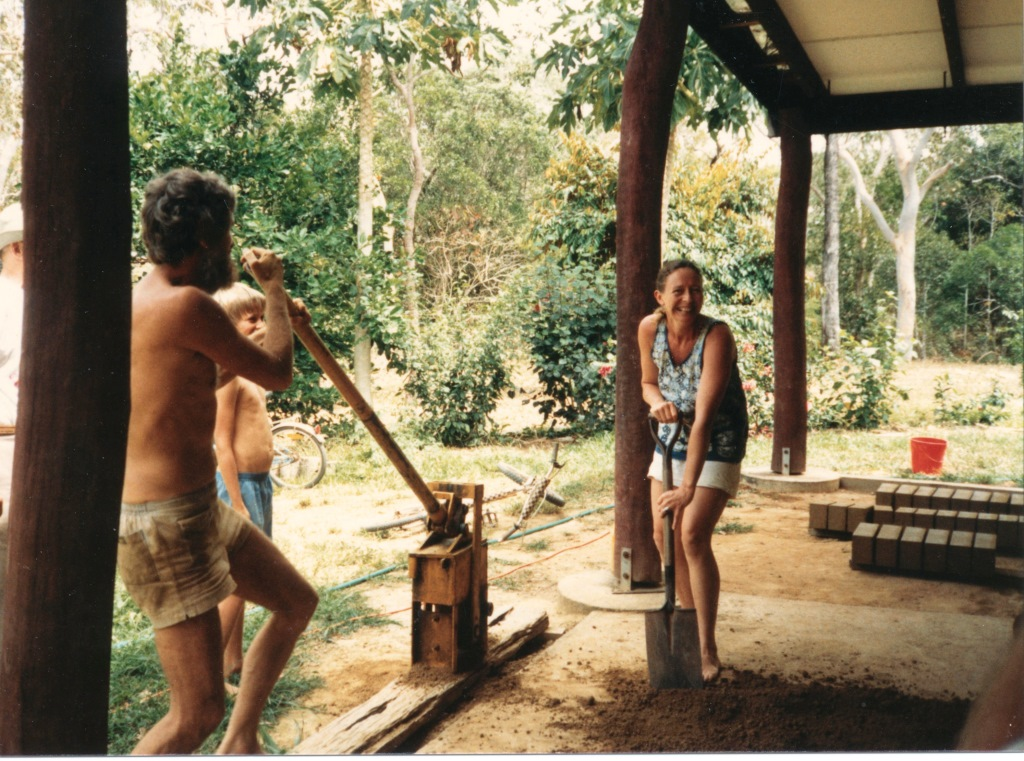
Fabricación de adobes cerca de Cooktown (Australia)

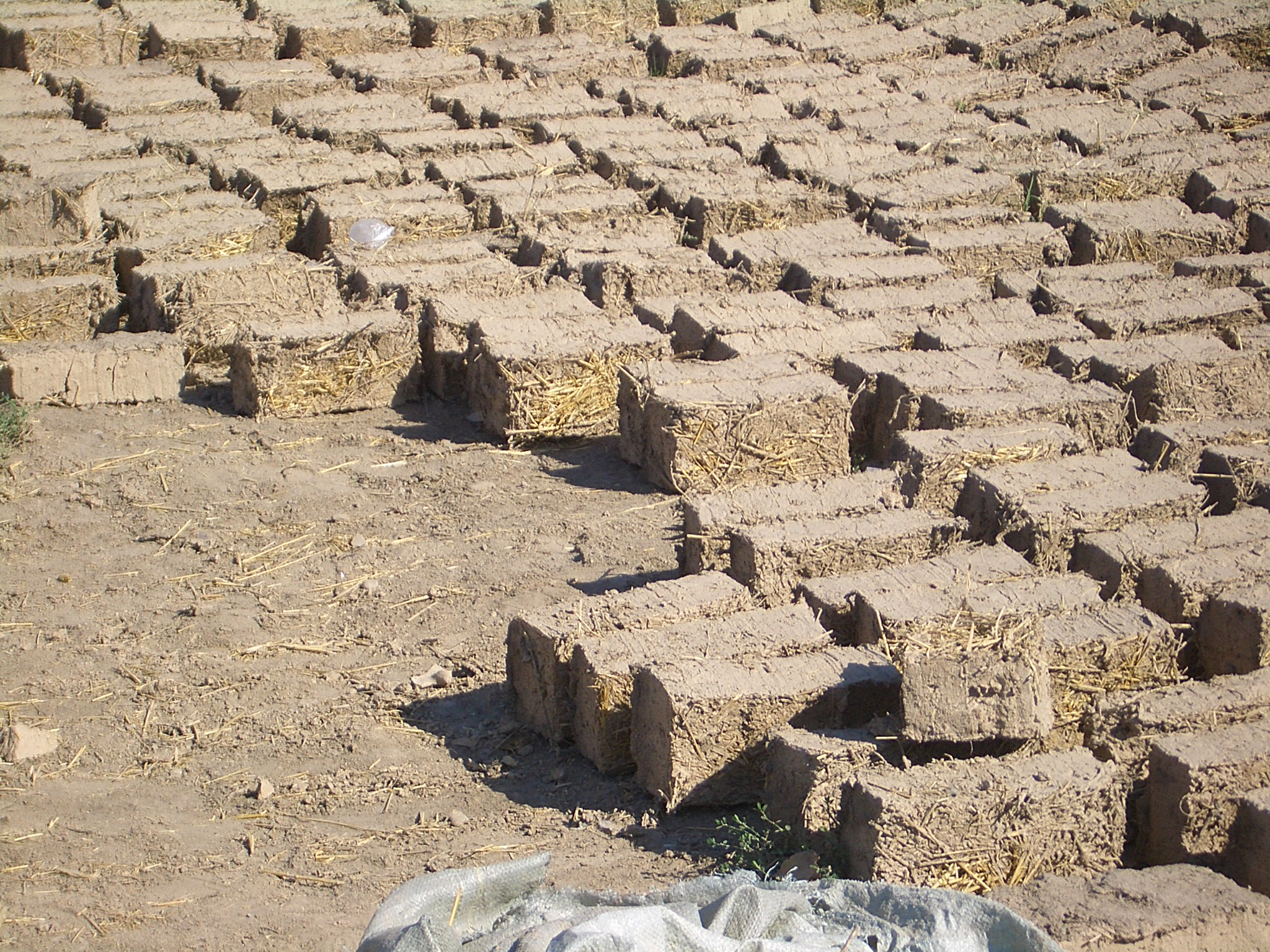
Ladrillos de adobe cerca de una obra en Milyanfan (Kirguistán)

Los adobes o ladrillos de barro son unidades modulares preformadas de mampostería de barro secado al sol que se inventaron en distintas épocas en diferentes partes del mundo a medida que se desarrollaba la civilización. La construcción con ladrillos evita los retrasos mientras se seca cada hilada de barro encharcado. Las pinturas murales muestran que las técnicas de producción de adobe estaban muy avanzadas en Egipto hacia el 2500 a. C.. La construcción en adobe es común en gran parte de África hoy en día. Los ladrillos de adobe se fabrican tradicionalmente con arena y arcilla mezcladas con agua hasta obtener una consistencia plástica, con paja o hierba como aglutinante. El barro se prepara, se coloca en moldes de madera, se apisona y nivela y luego se saca del molde para que se seque durante varios días. A continuación, los ladrillos se ponen de punta para que se curen al aire durante un mes o más.
En el suroeste de Estados Unidos y México, los edificios de adobe tenían muros macizos y rara vez superaban los dos pisos de altura. Las iglesias de adobe de las misiones nunca superaban los 11 m. Como las superficies de adobe son frágiles, se utilizan revestimientos para protegerlas. Estos revestimientos, renovados periódicamente, han incluido el enlucido de barro, el enlucido de cal, el encalado o el estuco. Históricamente, los muros de adobe se construían colocando los ladrillos con mortero de barro, que se hincha y encoge al mismo ritmo que los ladrillos cuando se humedecen o se secan, se calientan o se enfrían. El adobe moderno puede estabilizarse con cemento y unirse con morteros de cemento, pero los morteros de cemento provocarán el deterioro de los ladrillos de adobe no estabilizados debido a las diferentes tasas de expansión y contracción térmica.

### Bloque de tierra comprimida

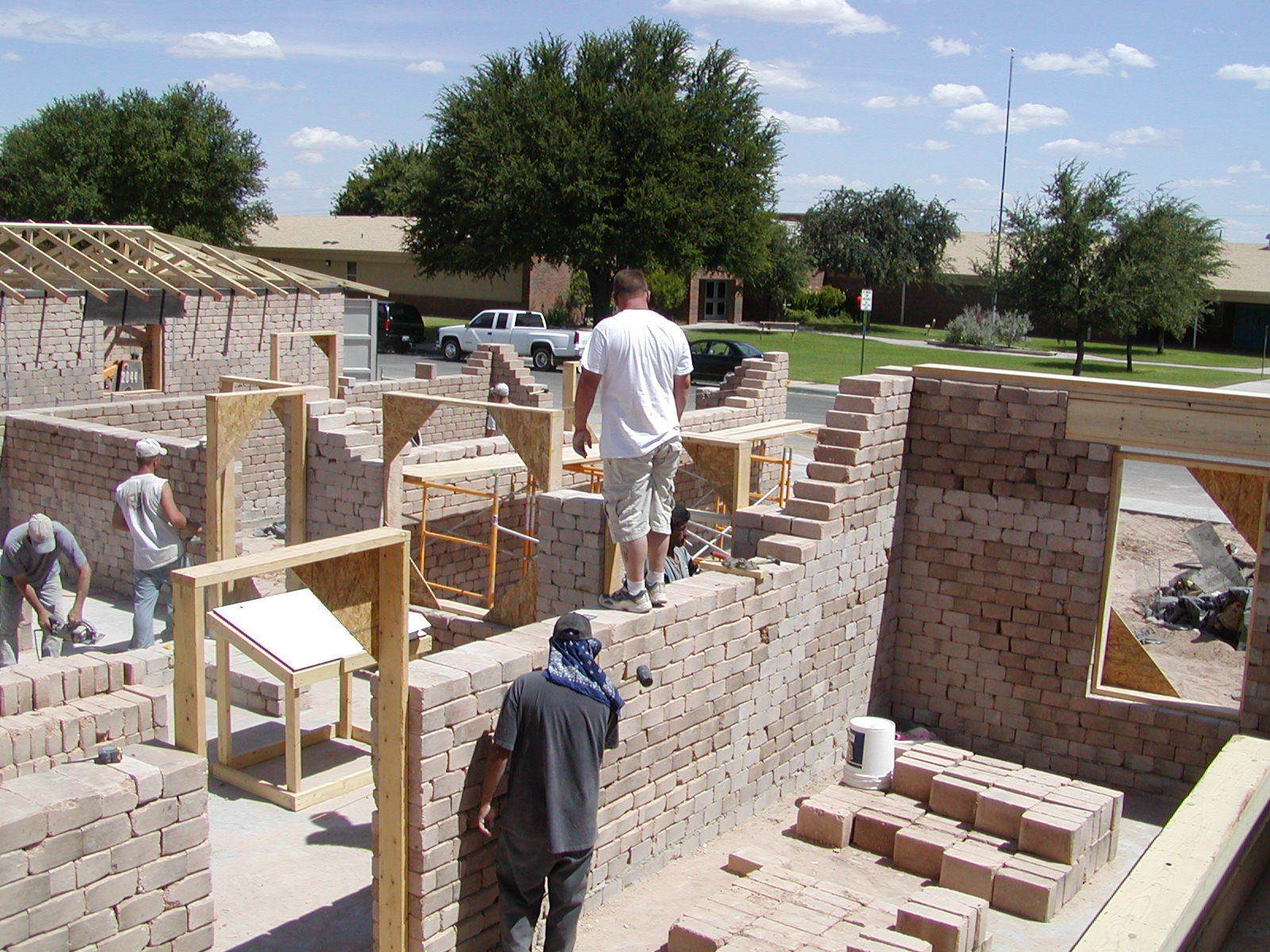
Construcción de viviendas de bloques de tierra comprimida en Midland (Texas), en 2006.

Tradicionalmente, los bloques de tierra comprimida se fabricaban introduciendo tierra en un molde de madera con un palo. Hoy en día suelen fabricarse con tierra del subsuelo comprimida en una máquina manual o motorizada. En el mundo en desarrollo, las máquinas manuales pueden ser una solución rentable para fabricar bloques de construcción uniformes, mientras que las máquinas motorizadas, más complejas y caras, son menos apropiadas. Aunque requiere mucha mano de obra, la construcción con bloques de tierra comprimida evita los costes de compra y transporte de materiales. Las máquinas de fabricación de bloques pueden formar bloques con formas entrelazadas para reducir la necesidad de mortero. El bloque puede tener agujeros o ranuras para insertar varillas, como el bambú, para mejorar la resistencia a los terremotos.
Debe utilizarse tierra adecuada, con suficiente arcilla para mantener unido el bloque y resistir la erosión, pero sin demasiada arcilla expansiva. Cuando el bloque se ha hecho con tierra estabilizada, que contiene cemento, debe darse al hormigón unas tres semanas para que cure. Durante este tiempo, los bloques deben apilarse y evitar que se sequen rociándolos con agua. Esto puede ser un problema en climas cálidos y secos, donde el agua escasea. Apilar estrechamente los bloques y cubrirlos con una lámina de polietileno puede ayudar a reducir la pérdida de agua.

### Sacos de tierra
La construcción con sacos de tierra es una técnica de construcción natural que ha evolucionado a partir de técnicas militares históricas de construcción de búnkeres. Se puede utilizar subsuelo local de casi cualquier composición, aunque sería preferible una mezcla de adobe. La tierra se humedece para que se compacte y forme una estructura estable cuando se empaqueta en sacos o tubos tejidos de polipropileno o arpillera. A veces se utiliza malla de plástico. Los sacos de polipropileno son los más comunes, ya que son duraderos cuando se cubren, baratos y están ampliamente disponibles. Los sacos se colocan en hileras, con alambre de espino entre cada hilera para evitar deslizamientos y cada hilera se apisona después de colocarla. La estructura de los sacos de pp es similar a la del adobe, pero más flexible. La estructura de los sacos pp es similar a la del adobe, pero más flexible. Con tubos de malla, la estructura es similar a la tierra apisonada. Los sacos de tierra pueden utilizarse para construir edificios en forma de cúpula o con paredes verticales. Con la estabilización del suelo también pueden utilizarse para muros de contención.

### Ladrillo de arcilla cocida

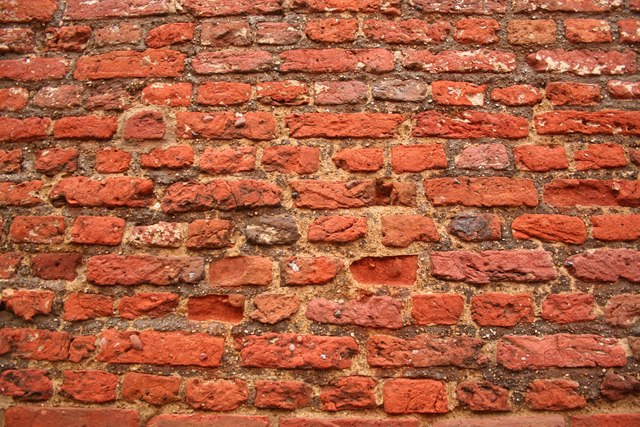
Ladrillos bond ingleses de 1454 en el Old College de Tattershall, Lincolnshire (Inglaterra)

La técnica de cocer ladrillos de arcilla en un horno se remonta al año 3500 a. C. aproximadamente. Los ladrillos cocidos se utilizaban para construir mamposterías duraderas en toda Europa, Asia y el norte de África hacia el año 1200 a. C. y siguen siendo un importante material de construcción. Los ladrillos de arcilla cocida modernos se forman a partir de arcillas o pizarras, a las que se da forma y luego se cuecen en un horno durante 8-12 horas a una temperatura de 900-1150 °C. El resultado es una cerámica compuesta principalmente de sílice y alúmina, con otros ingredientes como arena de cuarzo. La porosidad del ladrillo depende de los materiales y de la temperatura y duración de la cocción. Los ladrillos pueden variar de color en función de la cantidad de hierro y carbonato cálcico de los materiales utilizados y de la cantidad de oxígeno del horno. Los ladrillos pueden deteriorarse debido a la cristalización de sales en el ladrillo o en sus poros, a la acción de las heladas y a los gases ácidos.
Los ladrillos se colocan en hiladas unidas con mortero, una combinación de cemento Portland, cal y arena. Una pared de un ladrillo de grosor incluirá ladrillos con su lado largo y estrecho a la vista y ladrillos cruzados de lado a lado. Existen varios tipos de "ligaduras" de aparejo, como el inglés, el holandés y el flamenco.

## Ejemplos

### Refugio de tierra

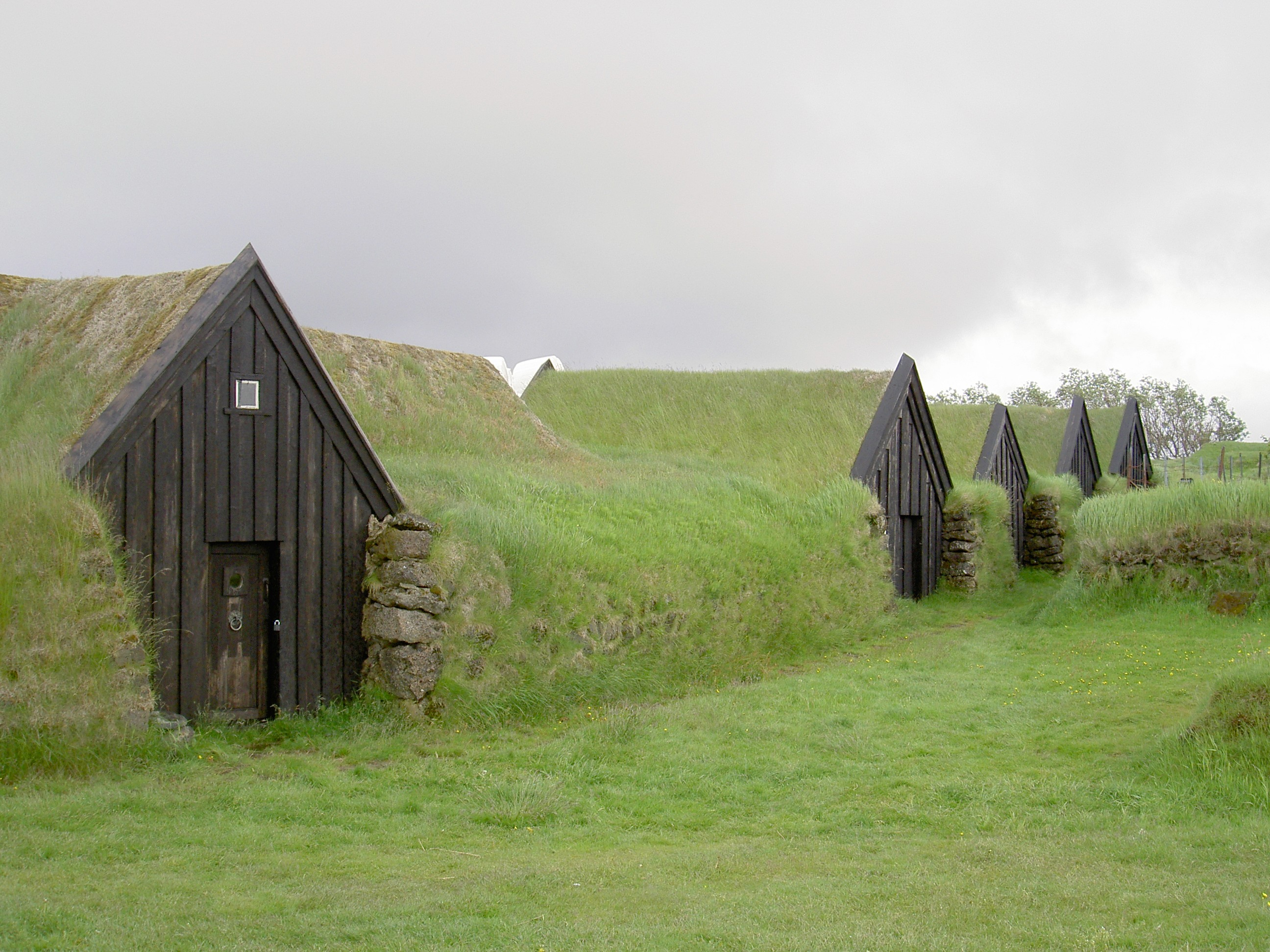
Casas de tepe en Keldur (Islandia), un ejemplo de refugios de tierra

Los refugios de tierra se utilizan desde hace miles de años para construir viviendas energéticamente eficientes. En un extremo, una casa de tierra es completamente subterránea, quizás con un patio abierto para proporcionar aire y luz. Un refugio de tierra puede estar situada en una ladera, con ventanas o puertas en uno o varios de sus lados o el edificio puede estar a nivel del suelo, pero con tierra amontonada contra las paredes y quizá con un tejado de tierra.
Las casas de foso construidas por los agricultores Hohokam entre los años 100 y 900 d. C., en lo que hoy es el suroeste de EE. UU., eran estructuras con bermas, parcialmente empotradas en laderas orientadas al sur. Su exitoso diseño se utilizó durante cientos de años. En Matmata (Túnez), la mayoría de las casas antiguas estaban construidas a 12 metros (39 pies) por debajo del nivel del suelo y rodeaban patios de unos 12 metros (39 pies) cuadrados. A las casas se accedía a través de túneles. Otros ejemplos de viviendas subterráneas, semisubterráneas o en acantilados, tanto en climas cálidos como fríos, se encuentran en Turquía, el norte de China y el Himalaya y el suroeste de EE. UU. Varios monasterios budistas construidos con tierra y otros materiales en las laderas de acantilados o cuevas de zonas del Himalaya como el Tíbet, Bután, Nepal y el norte de la India se encuentran a menudo en lugares peligrosos. A partir de la década de 1970, el interés por esta técnica ha resurgido en los países desarrollados. Al asentar una casa de tierra en el suelo, la casa será más fresca en la estación cálida y más cálida en la estación fría.

### Cabaña de tierra de los nativos americanos
Una cabaña de tierra es un edificio circular construido por algunos de los nativos americanos de Norteamérica. Tienen forma de cúpula y están construidas con postes y vigas de madera. Una estructura típica tendría cuatro o más postes centrales plantados en el suelo y unidos en la parte superior por vigas transversales. El agujero para el humo quedaría abierto en el centro. Alrededor de la estructura central había un anillo más grande de postes más cortos, también conectados por vigas transversales. De las vigas transversales centrales partían las vigas transversales exteriores y luego tablones o vigas partidas formaban las paredes laterales inclinadas o verticales. La estructura se cubría con palos y maleza o hierba, cubiertos a su vez por una gruesa capa de tierra o tepes. Algunos grupos enlucían toda la estructura con barro, que al secarse formaba un caparazón.

### Bahareque

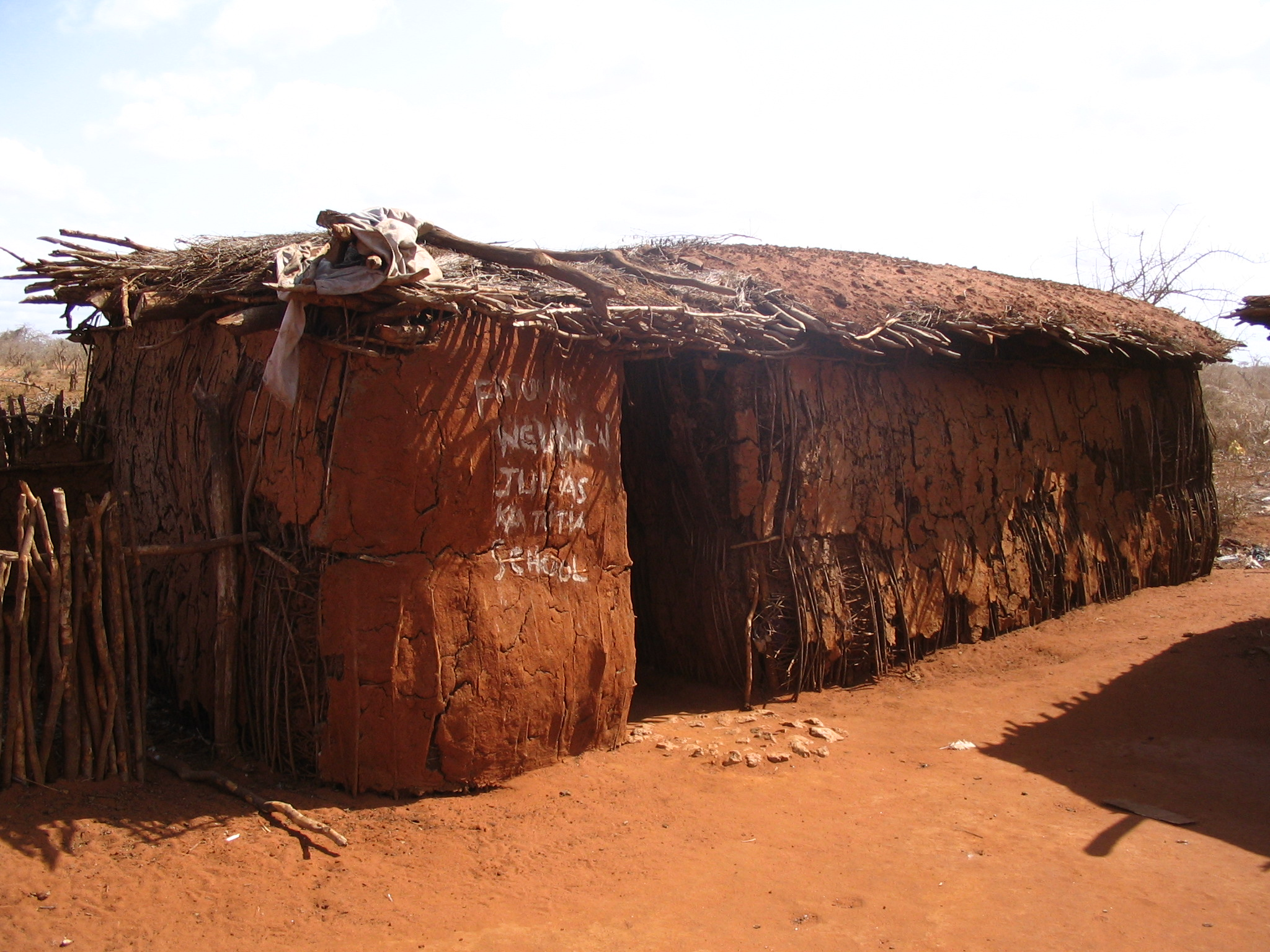
Escuela en una aldea masái en la carretera A109, Kenia

El bahareque es una antigua técnica de construcción en la que se entretejen lianas o palos más pequeños entre postes verticales y luego se cubre la pared con barro mezclado con paja y hierba. Esta técnica se encuentra en todo el mundo, desde el delta del Nilo hasta Japón, donde se utilizaba bambú para fabricar el bahareque. En Cahokia, actualmente en Illinois (Estados Unidos), las casas de bahareque se construían con el suelo a una profundidad de entre 0,30 y 0,91 metros por debajo del suelo. Una variante de esta técnica se denomina bajareque en Colombia. En la Gran Bretaña prehistórica se construían sencillos refugios circulares de bahareque allí donde se disponía de arcilla suficiente. El bahareque aún se encuentra como panel en edificios con entramado de madera. En general, las paredes no son estructurales y, en el uso interior, la técnica fue sustituida en el mundo desarrollado por listones y yeso y, posteriormente, por cartón yeso.

### Casa de tepe en la pradera

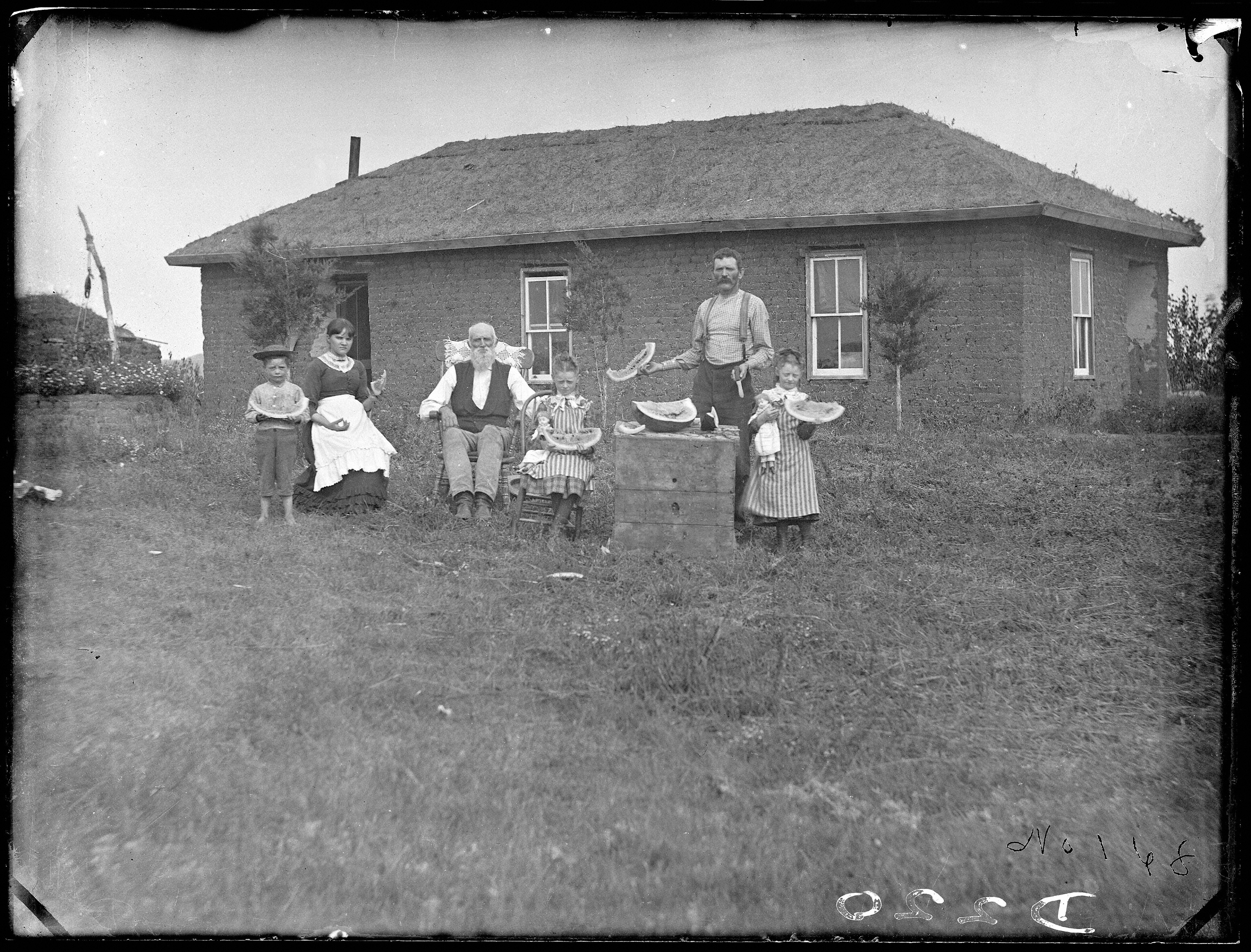
Omer Madison Kem, (más tarde, representante en el Congreso de los Estados Unidos) delante de su casa de tepe en Nebraska (1886)

Los granjeros pioneros europeos de las praderas de Norteamérica, donde no hay madera para la construcción, solían construir su primer hogar en una cueva excavada en la ladera de una colina o barranco, con una cubierta sobre la entrada. Cuando tenían tiempo, construían una casa de tepes. El granjero utilizaba un arado para cortar el césped en ladrillos de 0,30 por 0,61 metros (1 por 2 pies), que luego se apilaban para formar las paredes. Las tiras de tepes se apilaban con la hierba hacia abajo, escalonadas de la misma manera que la mampostería, en tres filas una al lado de la otra, dando como resultado un muro de más de 0,91 metros de grosor. El muro se construía alrededor de los marcos de puertas y ventanas y las esquinas se aseguraban con varillas clavadas verticalmente. El tejado se hacía con palos o broza, se cubría con hierba de la pradera y se sellaba con una capa de tepes. Las casas de tepes eran resistentes y solían durar muchos años, pero eran húmedas y sucias a menos que se enlucidasen las paredes interiores. Los tejados solían tener goteras y a veces se derrumbaban en caso de tormenta.

### Edificios de adobe
Existen innumerables ejemplos de construcciones de adobe o ladrillo de barro en todo el mundo. La ciudad amurallada de Shibam, en Yemen, declarada Patrimonio de la Humanidad en 1982, es conocida por sus edificios de adobe de diez plantas sin reforzar. La mezquita Djinguereber de Tombuctú (Malí) se construyó por primera vez a principios del siglo XIV d. C. (siglo VIII d. C.) con ladrillos de adobe redondos y una mezcla de piedra y barro y posteriormente se reconstruyó varias veces, aumentando constantemente de tamaño(62). Más al sur, en Malí, la Gran Mezquita de Djenné, un espectacular ejemplo de la arquitectura de adobe del Sahel, se construyó en 1907 sobre el diseño de una Gran Mezquita anterior, construida en el mismo lugar en 1280. El adobe requiere mantenimiento y el gobernante fundamentalista Seku Amadu había dejado que se derrumbara la mezquita anterior.
Las ruinas de la Casa Grande, hoy monumento nacional de Arizona protegido por un tejado moderno, son una enorme estructura de adobe de cuatro pisos construida por los Hohokam entre 1200 y 1450 d. C. El primer europeo que registró la gran casa fue un sacerdote jesuita, el padre Eusebio Kino, que visitó el lugar en 1694. En ese momento ya llevaba mucho tiempo abandonada. Cuando en 1903 se instaló un tejado provisional, el edificio de adobe llevaba cientos de años vacío y sin mantenimiento(66).

La Huaca de la Luna, en lo que hoy es el norte de Perú, es un gran templo de adobe construido por el pueblo moche. El edificio pasó por una serie de fases de construcción, creciendo finalmente hasta alcanzar una altura de unos 32 metros, con tres plataformas principales, cuatro plazas y muchas salas y recintos más pequeños. Las paredes estaban cubiertas por llamativos murales y frisos multicolores; los que pueden verse hoy datan de entre 400 y 610 d. C..

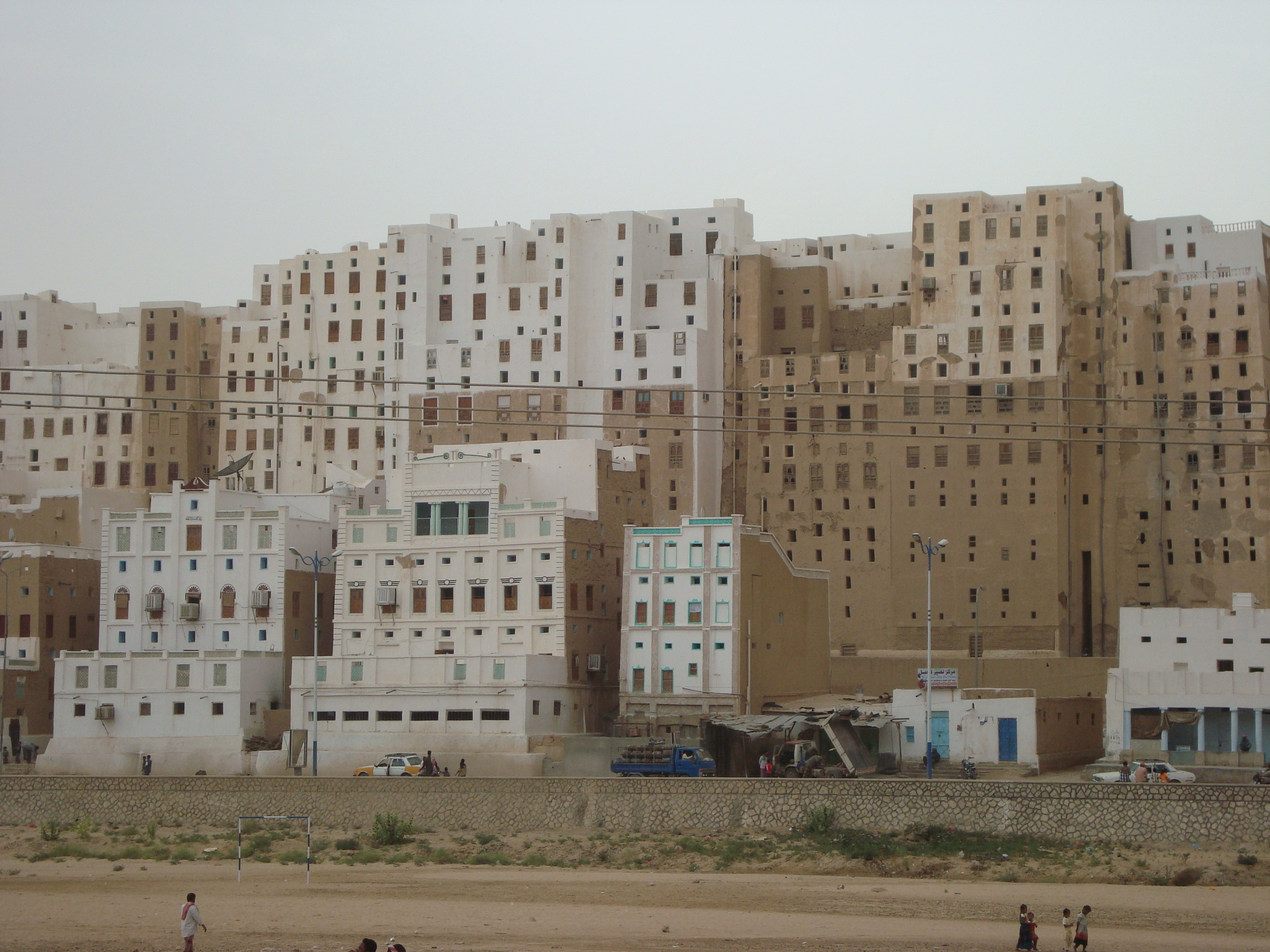
Edificios altos de adobe en Shibam
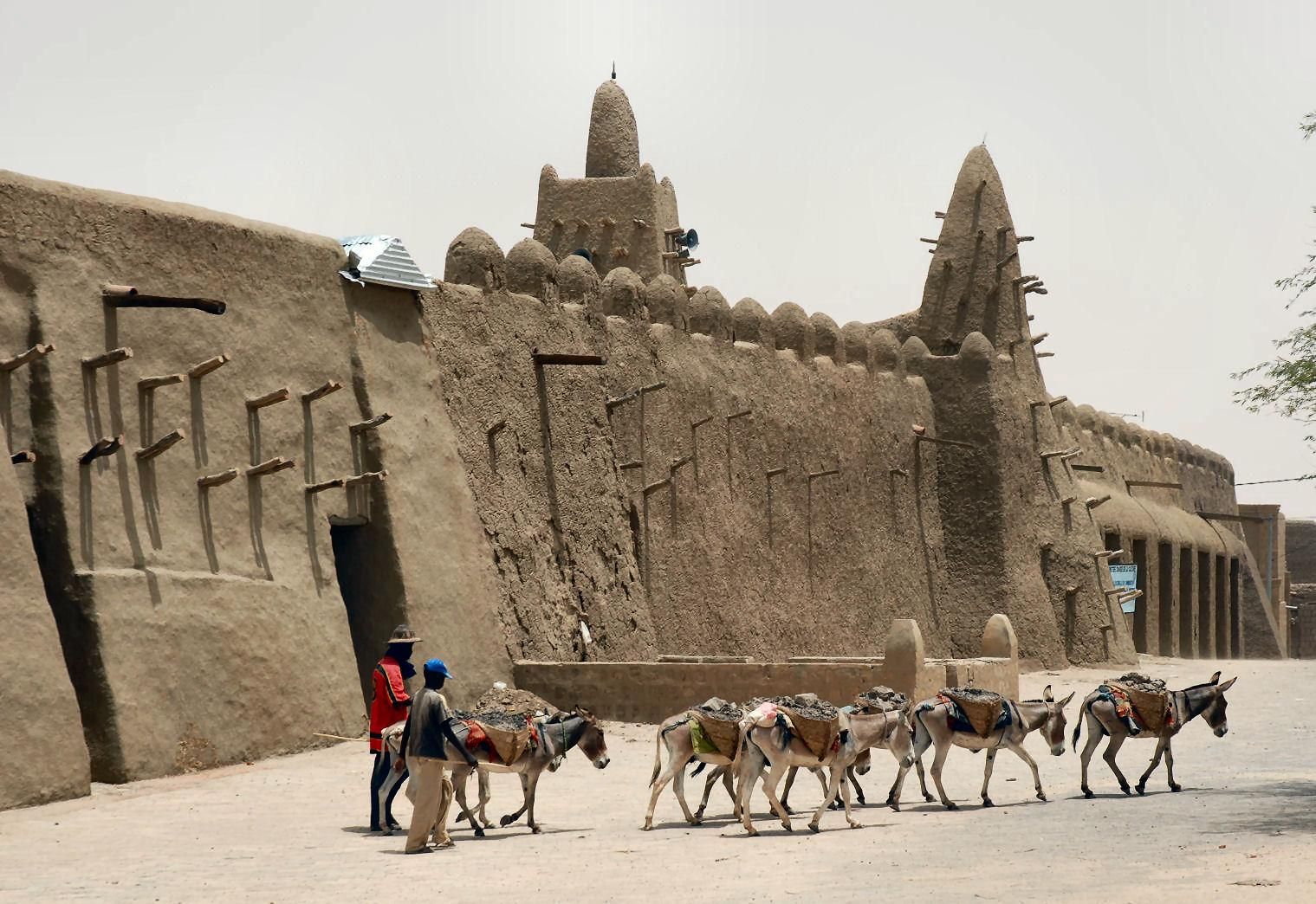
Muro de adobe y mezquita en Tombuctú
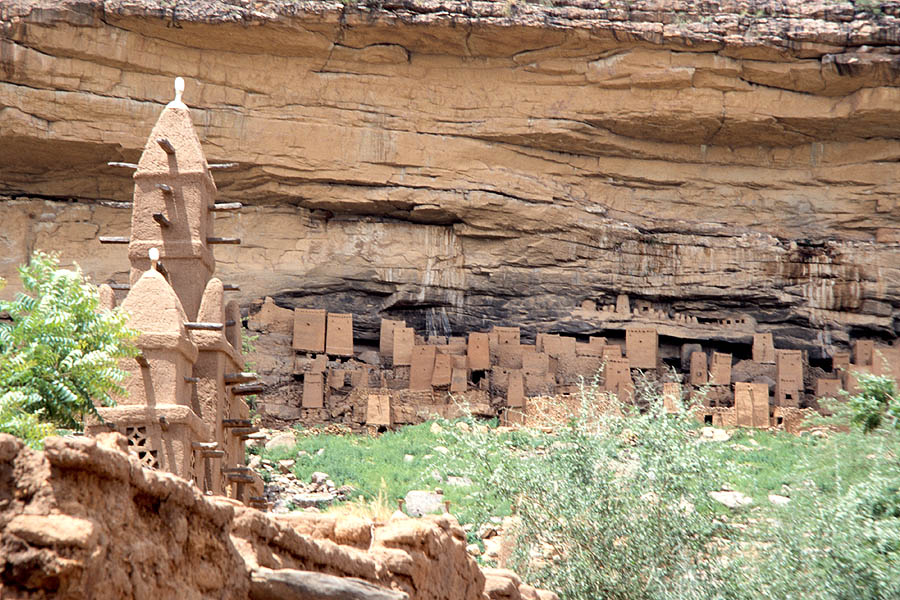
Antiguas viviendas de adobe y moderna mezquita de adobe en Malí
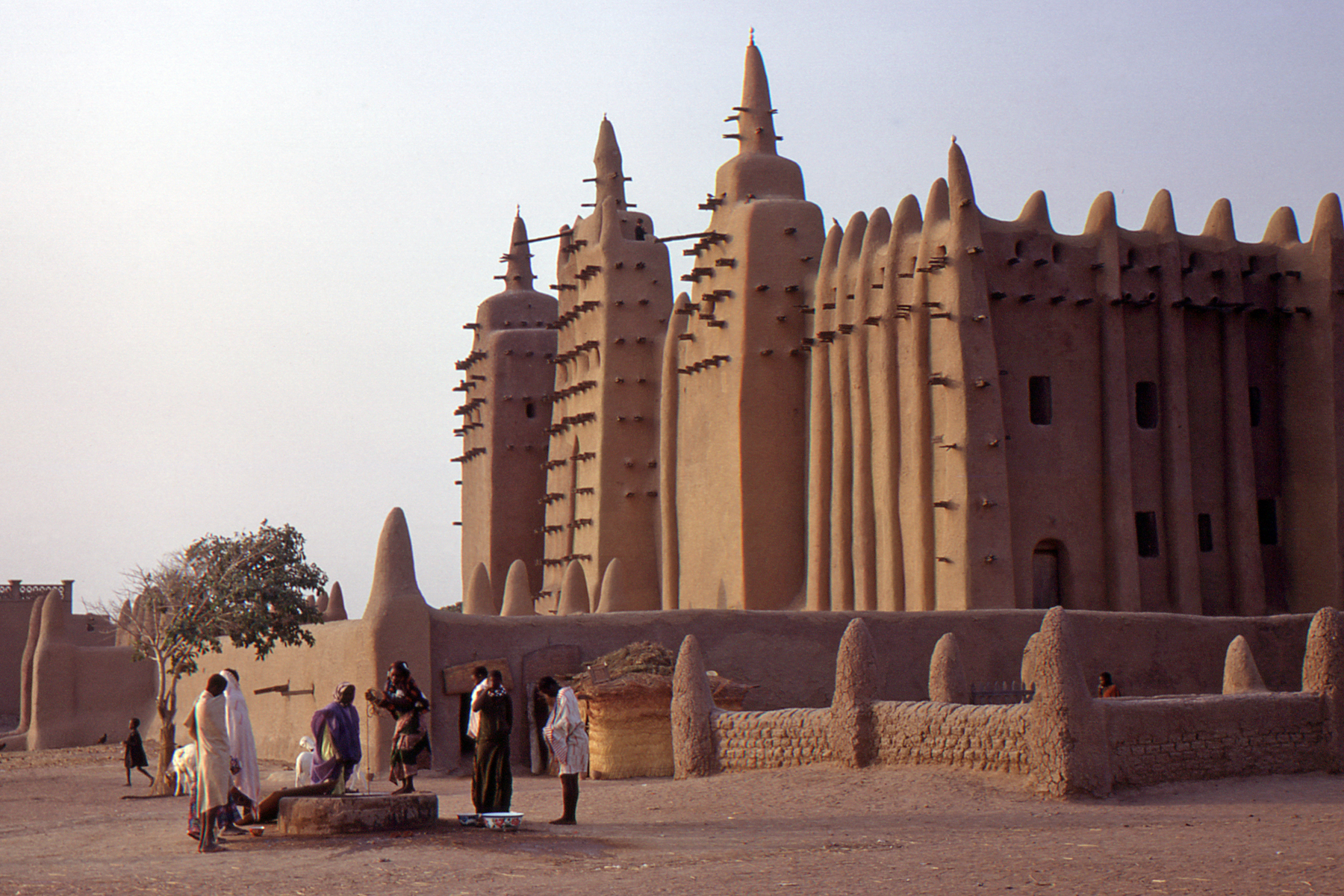
Gran Mezquita de Djenné, Malí, en 1972
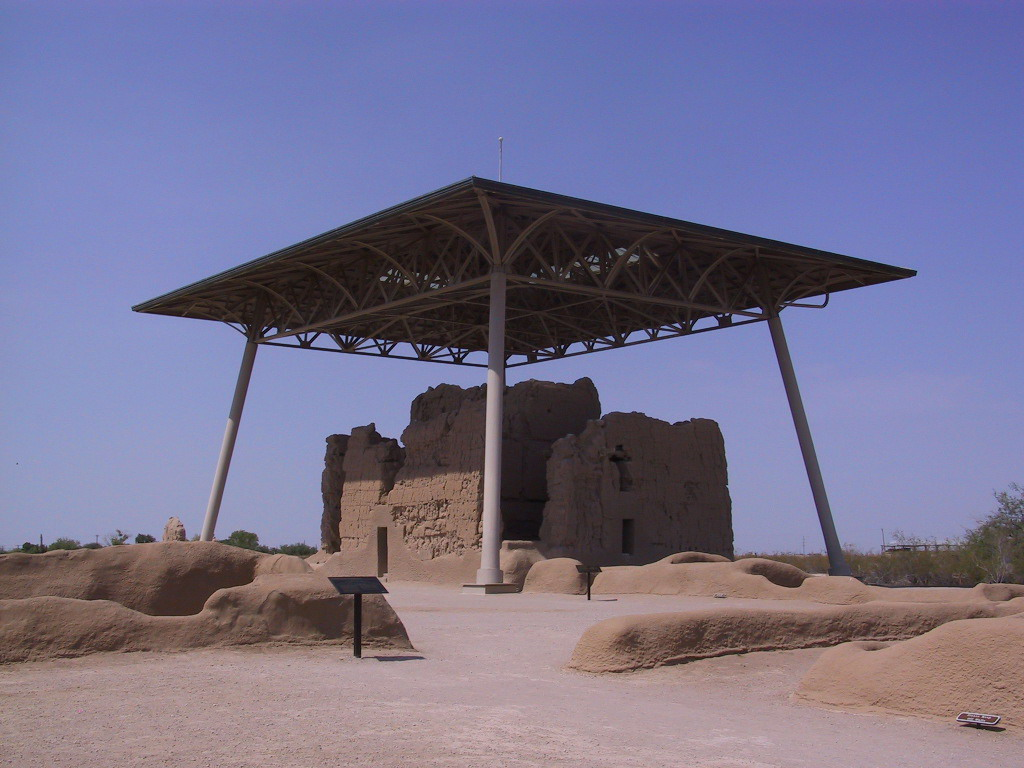
Monumento nacional Ruinas de Casa Grande en Arizona
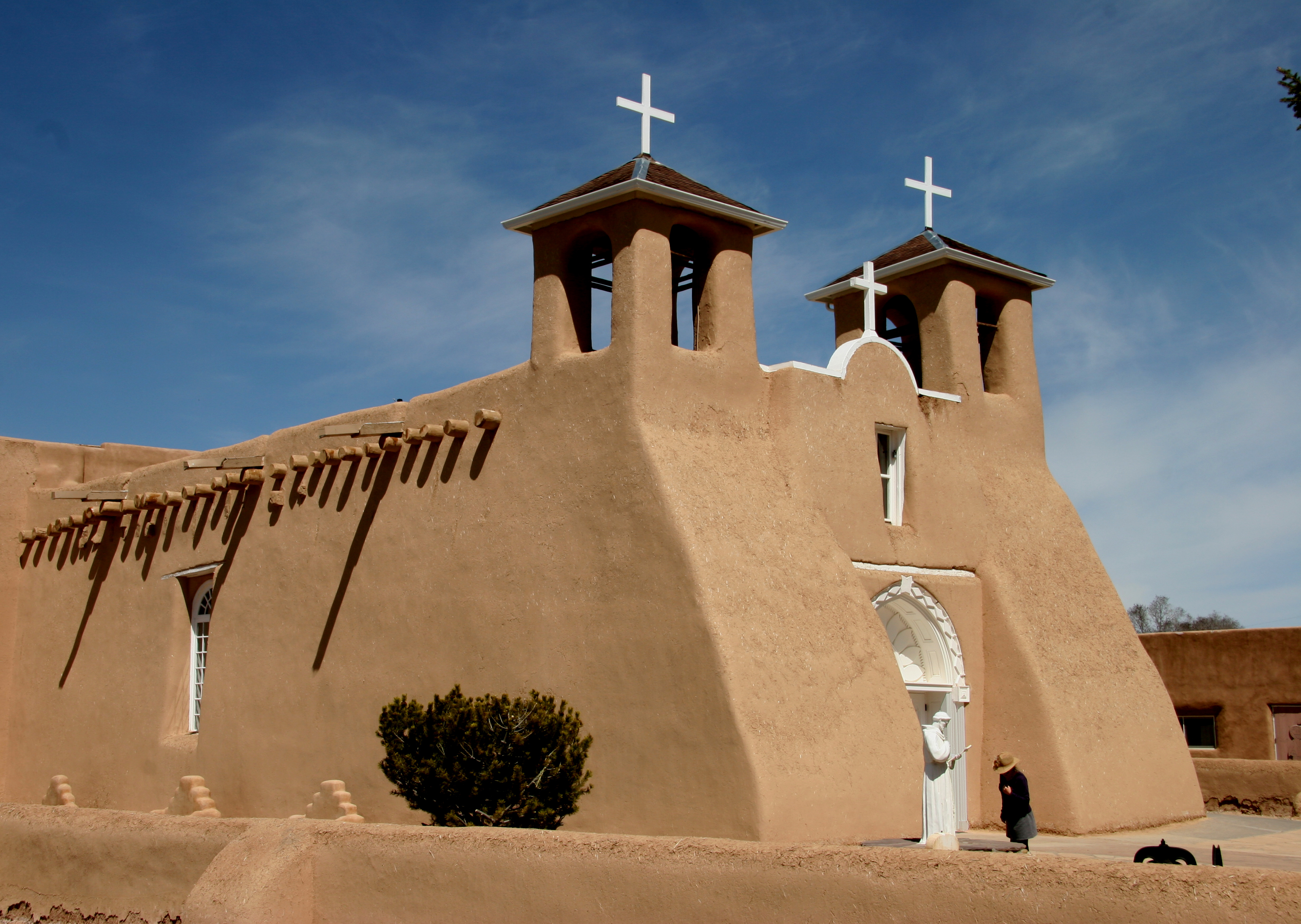
Iglesia de la Misión de San Francisco de Asís en Ranchos de Taos de Nuevo México
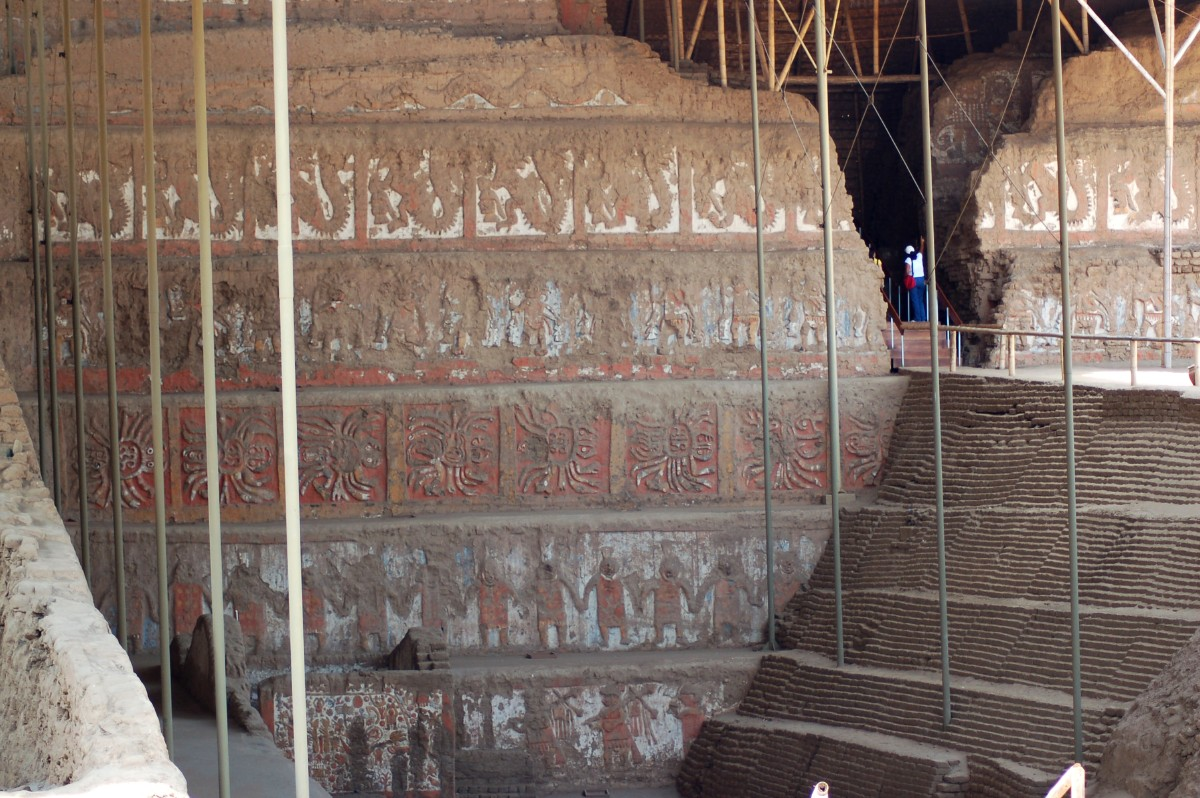
Interior de la Huaca de la Luna, Trujillo (Perú)
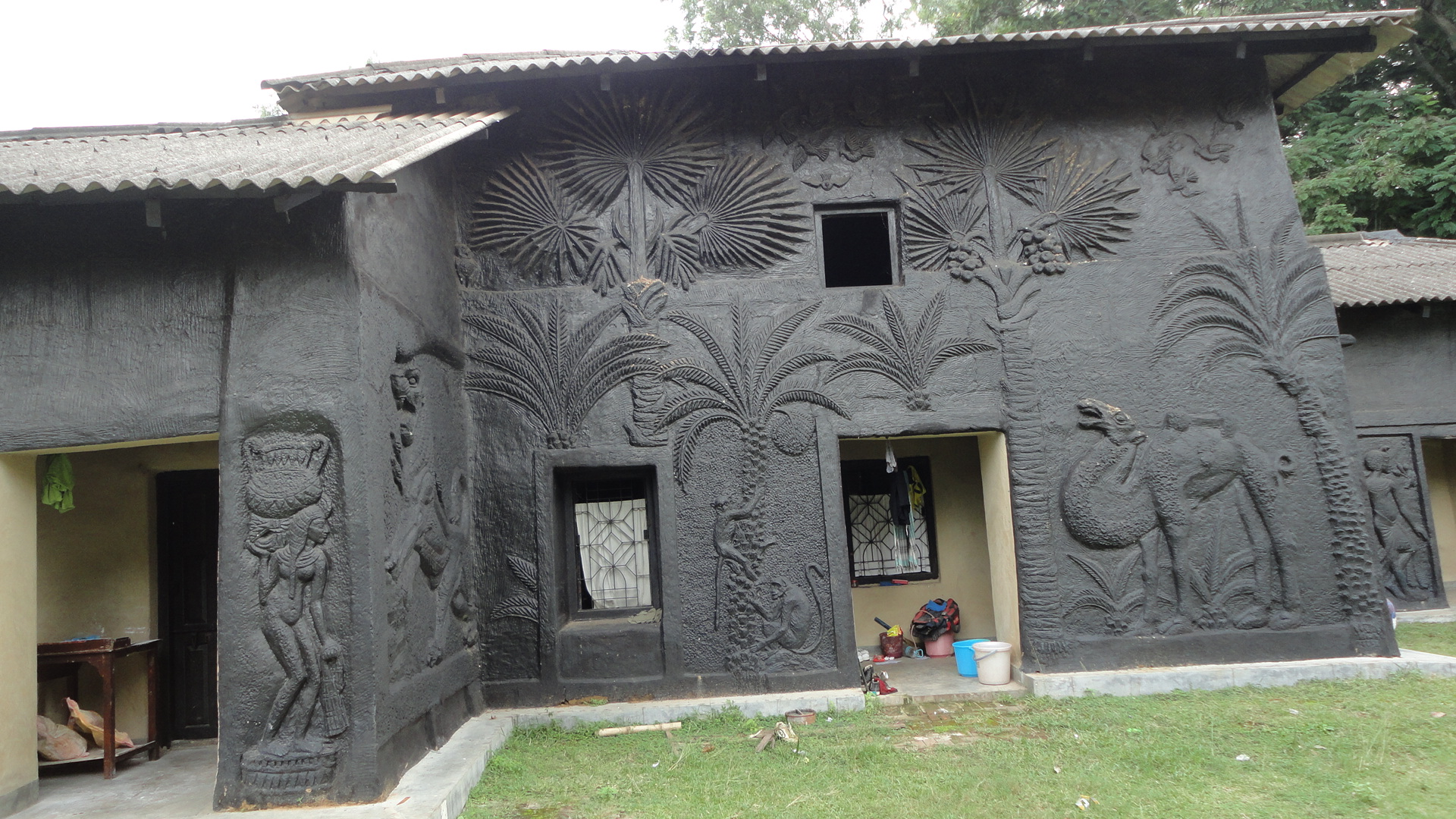
Arte en un edificio de adobe de la Universidad de Shantiniketan, Bolpur, Bengala Occidental

### Tulous

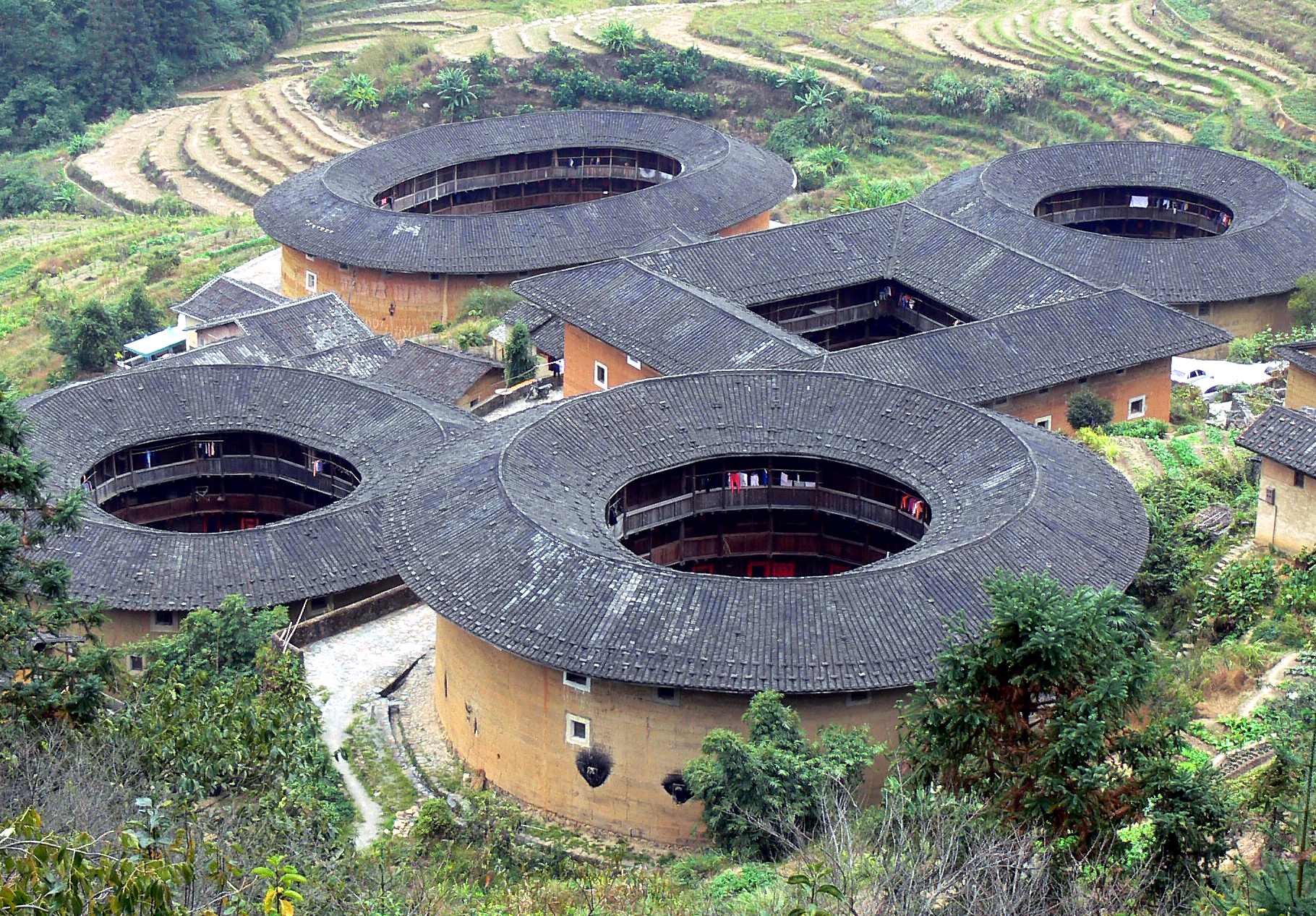
Tulous de Tianluokeng, provincia de Fujian (China)

Un tulou de Fujian es un tipo de vivienda rural del pueblo hakka en las zonas montañosas del sureste de Fujian (China). Se construyeron sobre todo entre los siglos XIII y XX. Un tulou es un edificio de tierra grande, cerrado y fortificado, rectangular o circular, con gruesos muros de carga de tierra apisonada de entre tres y cinco pisos de altura. Un tulou puede albergar hasta 80 familias. Los edificios interiores más pequeños suelen estar rodeados por estos enormes muros periféricos, que pueden contener salas, almacenes, pozos y viviendas. La estructura se asemeja a una pequeña ciudad fortificada. Los muros se forman compactando tierra mezclada con piedra, bambú, madera y otros materiales fácilmente disponibles y tienen hasta 1,8 metros de grosor. El resultado es un edificio bien iluminado, bien ventilado, a prueba de vientos y terremotos, cálido en invierno y fresco en verano.

### Túmulos y pirámides

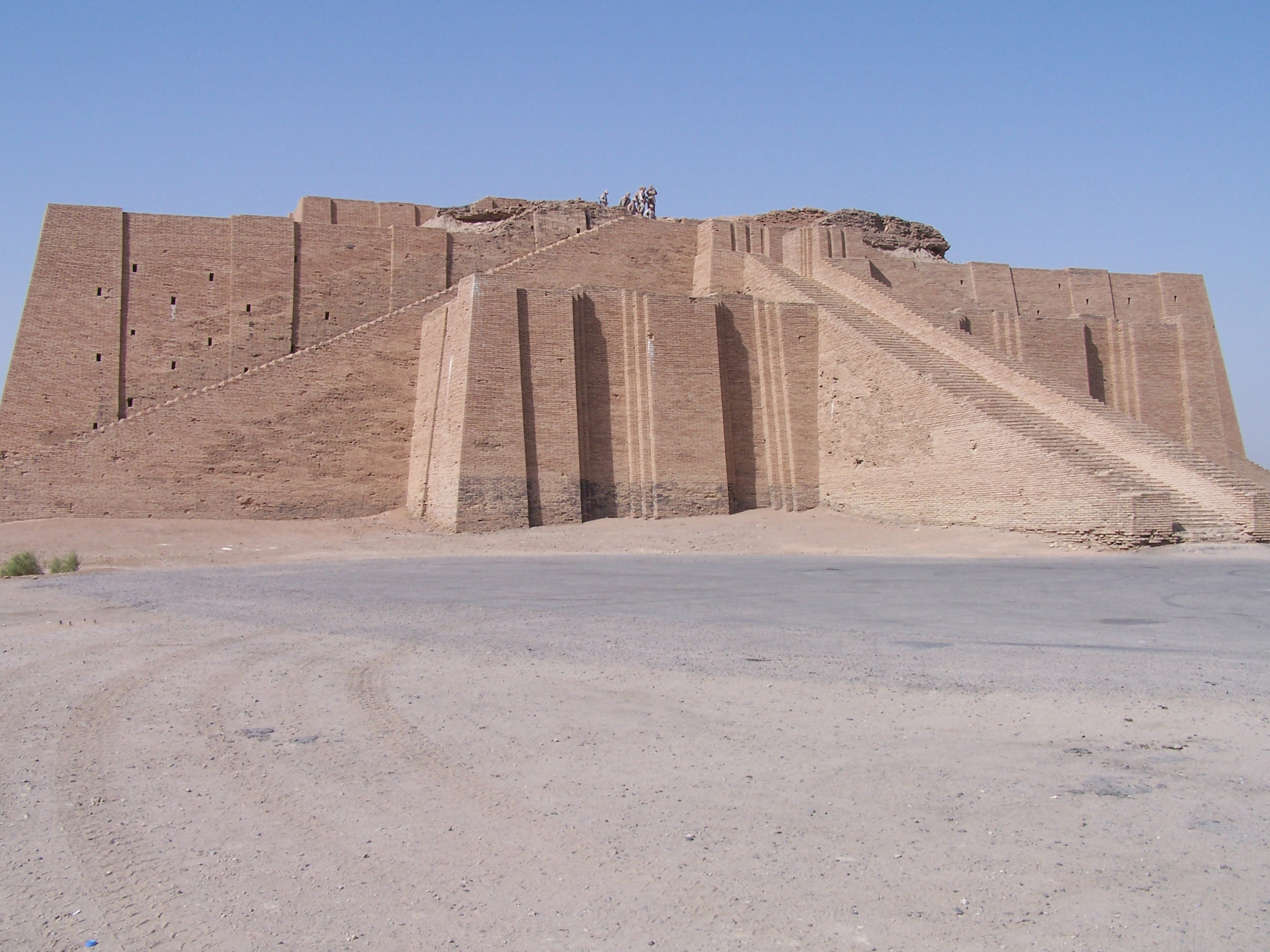
Zigurat de la base aérea de Ali en Irak

Los zigurats eran templos elevados construidos por los sumerios entre finales del IV milenio a. C. y el II milenio a. C., que se elevaban en una serie de terrazas hasta alcanzar una altura de 61 metros sobre el nivel del suelo. El Zigurat de Ur contenía unos tres millones de ladrillos, ninguno de ellos de más de 15 pulgadas (380 mm) de longitud, por lo que su construcción debió de ser un proyecto enorme. El zigurat más grande estaba en Babilonia y algunos creen que es la Torre de Babel mencionada en la Biblia. Fue destruido por Alejandro Magno y sólo quedan los cimientos, pero originalmente tenía 91 metros de altura sobre una base de 200 metros cuadrados. Para el interior se utilizaban ladrillos secados al sol y para el revestimiento, ladrillos cocidos. Los ladrillos se unían con arcilla o betún.
Muchas sociedades indígenas precolombinas de la antigua Norteamérica construyeron grandes estructuras piramidales de tierra conocidas como montículos de plataforma. Entre las mayores y más conocidas de estas estructuras se encuentra el Túmulo del Monje, en el emplazamiento de Cahokia, en lo que se convirtió en Illinois, terminado alrededor del año 1100 d. C., cuya base es mayor que la de la Gran Pirámide de Giza. Muchos de los montículos se construyeron varias veces a intervalos periódicos y algunos llegaron a ser bastante grandes. Se cree que han desempeñado un papel central en la vida religiosa de los pueblos constructores de montículos y los usos documentados incluyen plataformas semipúblicas para la casa del jefe, plataformas para templos públicos, plataformas mortuorias, plataformas para osarios, plataformas de cabaña de tierra albergues, plataformas para plataformas para residencias, plataformas para plazas y rotondas y plataformas para danzas.
La Pirámide del Sol de Teotihuacán (México), de 63 metros de altura, se comenzó a construir en el año 100 d. C.. La estructura de piedra contiene dos millones de toneladas de tierra apisonada.

### Movimiento de tierras

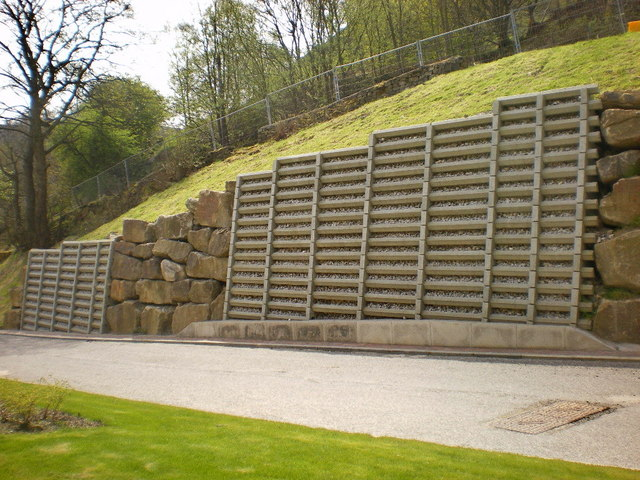
Muro de contención cerca de Todmorden, Yorkshire del Oeste(Inglaterra)

Los movimientos de tierras son obras de ingeniería creadas mediante el movimiento o procesamiento de cantidades de tierra o roca sin formar. El material puede trasladarse a otro lugar y moldearse para darle la forma deseada. Los diques, terraplenes y presas son tipos de movimiento de tierras. Un dique, dique de detención o dique de contención es una cresta natural alargada o un muro de tierra construido artificialmente que regula el nivel del agua. Suele ser de tierra y discurre paralelo al curso de un río en su llanura de inundación o a lo largo de costas bajas.
Los muros de contención de tierra mecánicamente estabilizada (MSE; Mechanically stabilized earth) pueden utilizarse para terraplenes. Los muros de tierra mecánicamente estabilizada combinan una plataforma de nivelación de hormigón, paneles de revestimiento de muros, albardillas, refuerzo del suelo y relleno seleccionado. Pueden utilizarse diversos diseños de paneles de revestimiento de muros. Una vez colocada la plataforma de nivelación y la primera hilera de paneles, la primera capa de relleno de tierra se coloca detrás del muro y se compacta. A continuación, se coloca el primer conjunto de refuerzos sobre la tierra. Los refuerzos, que pueden ser tiras o rejillas de polímero tensado o metal galvanizado, se fijan a los paneles de revestimiento. Este proceso se repite con capas sucesivas de paneles, tierra y refuerzos. De este modo, los paneles se atan al terraplén de tierra para formar una estructura estable con tensiones equilibradas.
Aunque la construcción utilizando los principios básicos de la tierra mecánicamente estabilizada tiene una larga historia, la misma se desarrolló en su forma actual en la década de 1960. Los elementos de refuerzo utilizados pueden variar, pero incluyen acero y geosintéticos. El término MSE se utiliza normalmente en EE. UU. para distinguirlo de "Reinforced Earth", nombre comercial de la Reinforced Earth Company, pero en otros lugares Reinforced Soil es el término generalmente aceptado. La construcción con tierra mecánicamente estabilizada es relativamente rápida y barata y aunque requiere mucha mano de obra, no exige altos niveles de cualificación. Por tanto, es adecuada tanto para los países en desarrollo como para los desarrollados.

### Fuertes y trincheras

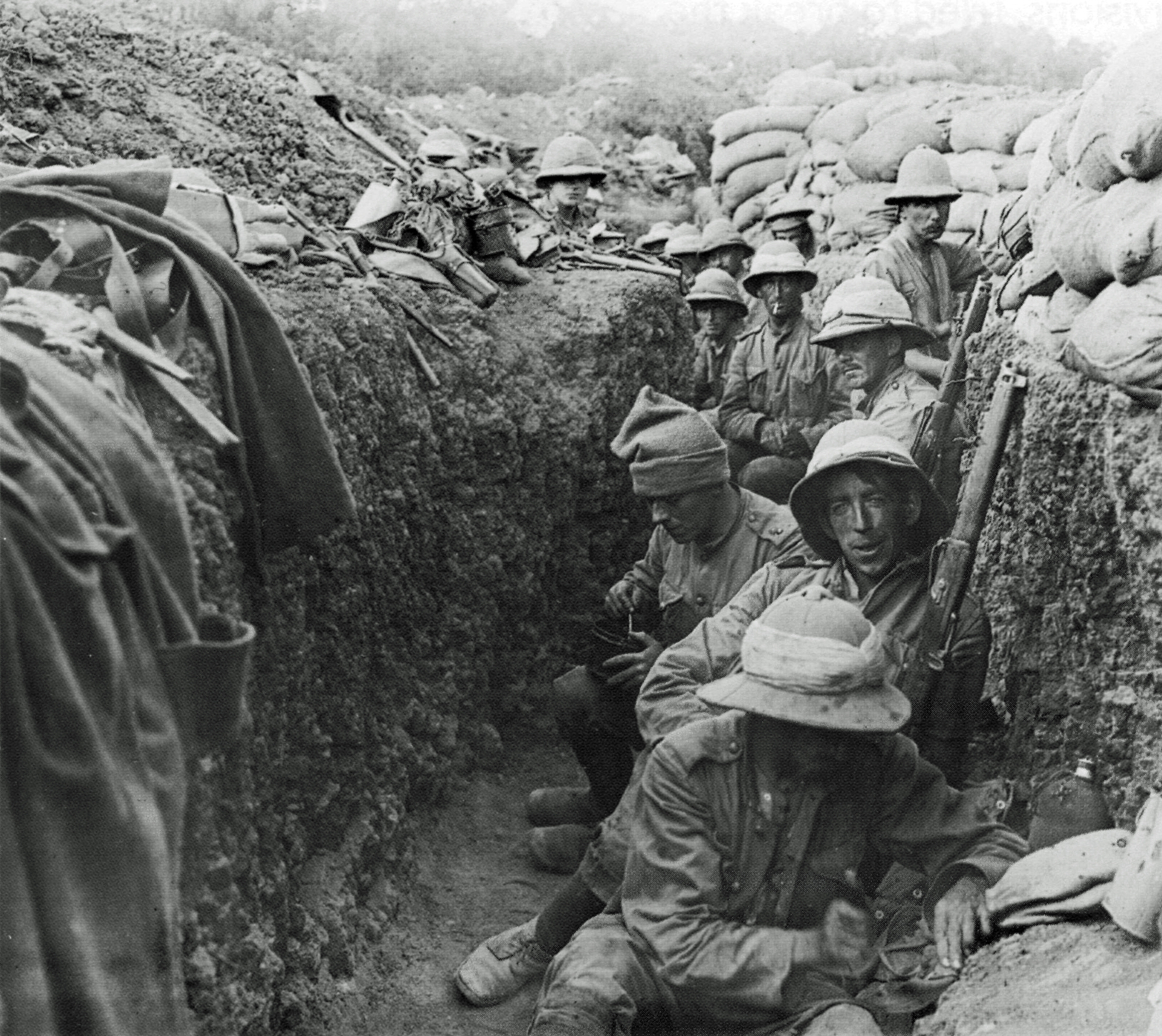
Soldados en una trinchera en Gallipoli durante la Primera Guerra Mundial

La tierra se ha utilizado para construir fortificaciones durante miles de años, incluidas fortalezas y murallas, a menudo protegidas por zanjas. La fotografía aérea en Europa ha revelado vestigios de fortificaciones de tierra de la época romana y de épocas medievales posteriores. Offa's Dyke es un enorme terraplén que se extiende a lo largo de la disputada frontera entre Inglaterra y Gales. Poco se sabe de la época o del constructor, el rey Offa de Mercia, que murió en el año 796 d. C. Una fortificación primitiva de madera y tierra podría ser sucedida posteriormente por una estructura de ladrillo o piedra en el mismo emplazamiento.
Las trincheras eran utilizadas por las fuerzas sitiadoras para acercarse a una fortificación protegidas de los proyectiles. Los zapadores construían "saps" o trincheras, que zigzagueaban hacia la fortaleza atacada. Apilaban la tierra excavada para formar un muro protector o gavión. La profundidad combinada de la trinchera y la altura del gavión podía ser de 2,4 a 3,0 metros (8 a 10 pies). A veces, la savia era un túnel excavado varios metros bajo la superficie. Los zapadores eran muy cualificados y estaban muy bien pagados debido al extremo peligro de su trabajo.
En la Guerra de Secesión estadounidense (1861-1865), las trincheras se utilizaron como posiciones defensivas durante toda la contienda, pero desempeñaron un papel cada vez más importante en las campañas de los dos últimos años. Los movimientos de tierra militares culminaron quizá en la vasta red de trincheras construidas durante la Primera Guerra Mundial (1914-1918), que se extendía desde Suiza hasta el Mar del Norte a finales de 1914. Las dos líneas de trincheras se enfrentaban, tripuladas por soldados que vivían en terribles condiciones de frío, humedad y suciedad. Las condiciones eran peores en las trincheras aliadas. Los alemanes estaban más dispuestos a aceptar las trincheras como posiciones a largo plazo y utilizaron bloques de hormigón para construir refugios seguros bajo tierra, a menudo con iluminación y calefacción eléctricas.

### Presas de materiales sueltos

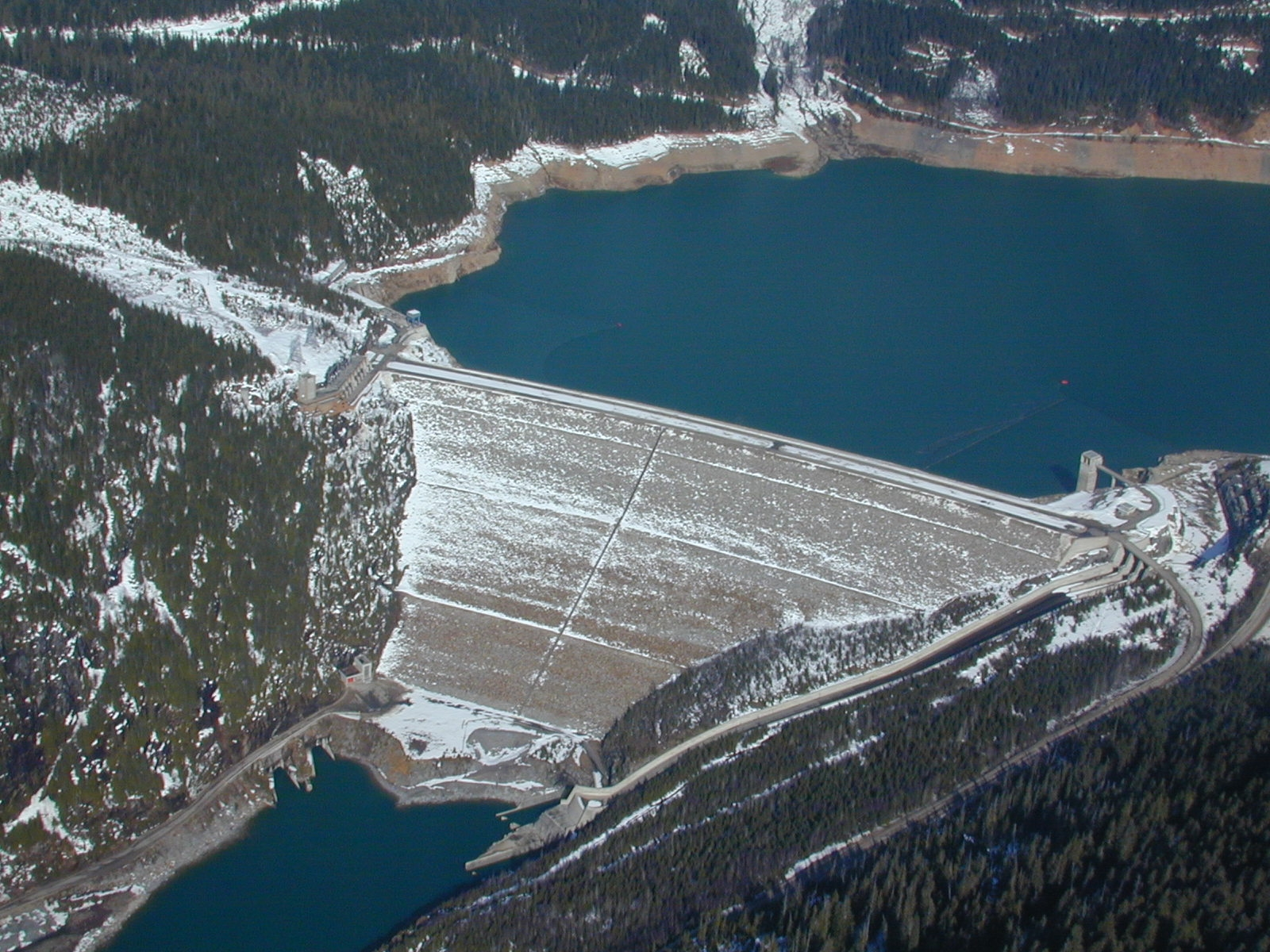
La presa de Mica en Canadá

Una presa de materiales sueltos es una enorme barrera artificial contra el agua. Suele crearse mediante el emplazamiento y la compactación de un complejo montículo semiplástico de diversas composiciones de tierra, arena, arcilla y/o roca. Tiene un revestimiento impermeable natural semipermanente en su superficie y un núcleo denso e impermeable. Esto hace que la presa sea impermeable a la erosión superficial o por infiltración. La fuerza del embalse crea un empuje hacia abajo sobre la masa de la presa, aumentando enormemente el peso de ésta sobre sus cimientos. Esta fuerza añadida sella e impermeabiliza eficazmente los cimientos subyacentes de la presa, en la interfaz entre la presa y su cauce. Una presa de este tipo se compone de partículas de material independientes fragmentadas. La fricción y la interacción de las partículas las une en una masa estable en lugar de utilizar una sustancia cementante.
El dique de residuos Syncrude Tailings, en Alberta (Canadá), es una presa de contención de unos 18 kilómetros de longitud y una altura de entre 40 y 88 metros. En 2001 se consideraba la mayor estructura de tierra del mundo por volumen de relleno.

## Cuestiones estructurales

### Diseñar para los terremotos
Las regiones con bajo riesgo sísmico son seguras para la mayoría de los edificios de tierra, pero las técnicas de construcción históricas a menudo no pueden resistir eficazmente ni siquiera niveles sísmicos medios debido a las tres cualidades altamente indeseables de los edificios de tierra como material de construcción sísmica: ser relativamente "débiles, pesados y quebradizos". Sin embargo, los edificios de tierra pueden construirse para resistir cargas sísmicas.
Los factores clave para mejorar el comportamiento sísmico son la resistencia del suelo, la calidad de la construcción, la solidez del trazado y el refuerzo sísmico.
Los suelos más resistentes hacen muros más fuertes. Los constructores de adobe pueden comprobar la resistencia de los bloques curados dejándolos caer desde una altura determinada o rompiéndolos con una palanca. Los constructores que utilizan técnicas inmediatas como las bolsas de tierra, el cob o la tierra apisonada pueden preferir realizar pruebas aproximadas de aplastamiento en muestras más pequeñas que puedan secarse en el horno y aplastarse con una palanca pequeña.
Los constructores deben entender los procesos de construcción y ser capaces de producir edificios sólidos de calidad constante.
Un trazado robusto implica edificios más cuadrados que alargados, simétricos y no en forma de L, así como que los primeros pisos no sean "blandos" (pisos con grandes ventanas, edificios sobre columnas no arriostradas). Las directrices de construcción en tierra de Nueva Zelanda comprueban que la longitud de los muros de arriostramiento sea suficiente en cada una de las dos direcciones principales, basándose en el grosor de los muros, la altura de los pisos, la separación de los muros de arriostramiento y el peso del tejado, el desván y el segundo piso por encima de los muros de tierra.

### Técnicas de construcción antisísmica
Las técnicas de construcción que son más dúctiles que frágiles, como el tipo de tierra contenida de los sacos de tierra o los muros de neumáticos de las naves de tierra, pueden evitar mejor el colapso que la tierra frágil no reforzada. Las capas de base de grava contenida pueden añadir potencial de aislamiento de la base.
La contención de muros puede añadirse a técnicas como el adobe para resistir la pérdida de material que conduce al colapso(104) La mampostería confinada es eficaz para el adobe frente a fuerzas sísmicas de 0,3 g puede ser útil con la mampostería de tierra.
Muchos tipos de refuerzo pueden aumentar la resistencia de los muros, como las mallas de plástico o alambre y las varillas de refuerzo de acero o fibra de vidrio o bambú. La tierra resiste bien la compresión pero es débil cuando se retuerce. El refuerzo de tracción debe abarcar los puntos de daños potenciales y estar bien anclado para aumentar la estabilidad fuera del plano. Las vigas de unión en la parte superior de los muros son vitales y deben estar bien sujetas a los muros.
Los constructores deben ser conscientes de que los refuerzos orgánicos empotrados en los muros pueden destruirse antes de que el edificio se retire. Los detalles de fijación del refuerzo son fundamentales para resistir fuerzas mayores. La mejor resistencia a cortante del adobe procedía de refuerzos horizontales fijados directamente a barras de refuerzo verticales que se extendían desde la zapata hasta la viga de unión.
La madera entrelazada en muros de tierra reduce los daños por terremotos si la madera no está dañada por la podredumbre seca o los insectos. El entramado de madera incluye Dhajji con entramado fino, y otros tipos.

## Véase también

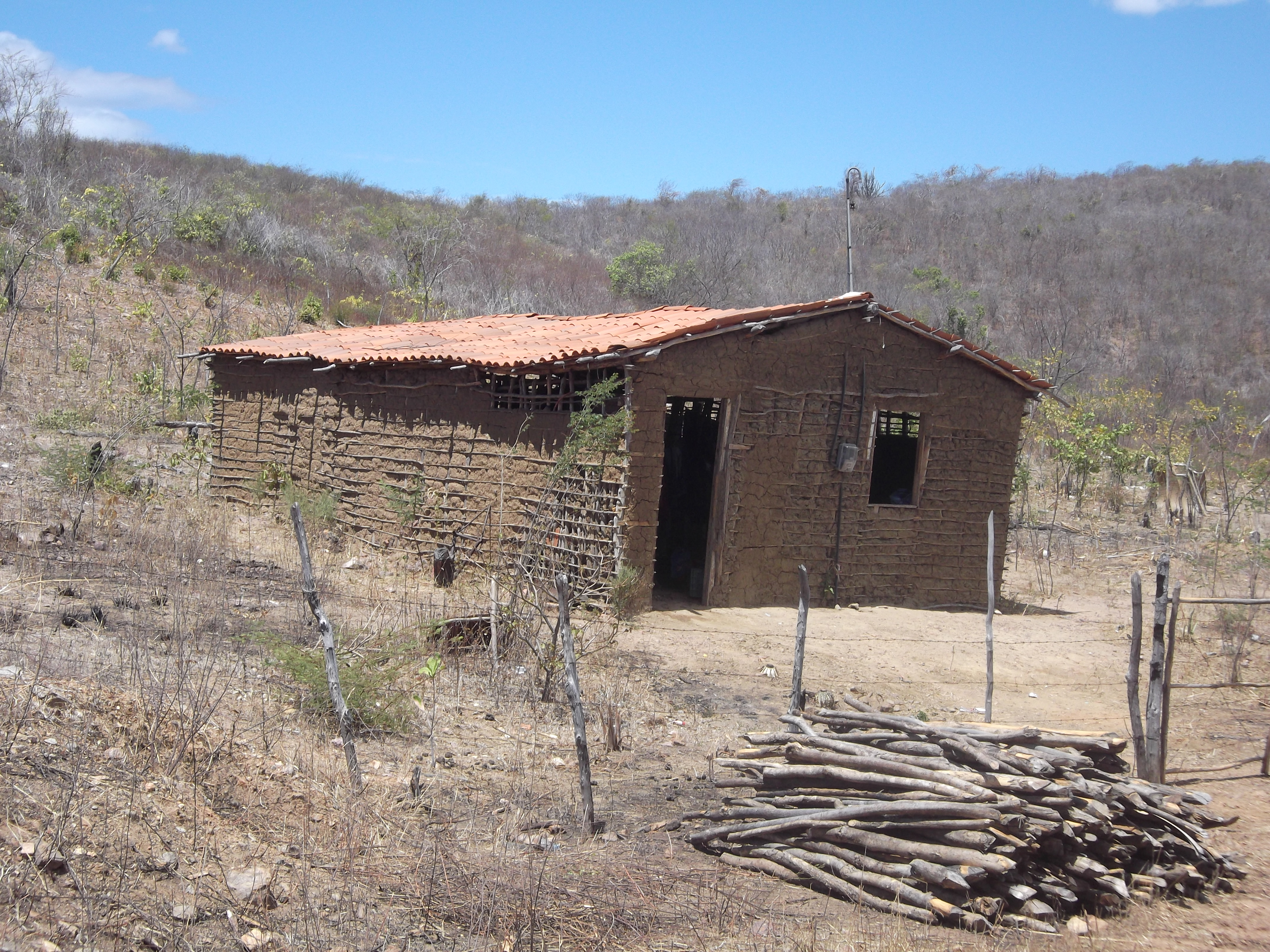
Casa de barro en Maranguape, Estado de Ceará (Brasil)